# Lech Kaczyński
Lech Aleksander Kaczyńskiⓘ (ur. 18 czerwca 1949 w Warszawie, zm. 10 kwietnia 2010 w Smoleńsku) – polski polityk i prawnik. Prezydent Rzeczypospolitej Polskiej w latach 2005–2010. Brat bliźniak Jarosława Kaczyńskiego.

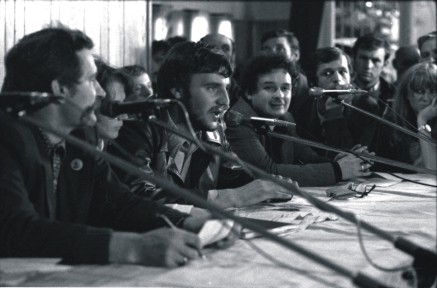
Lech Wałęsa, Andrzej Kołodziej i Lech Kaczyński w Stoczni Gdańskiej w sierpniu 1980

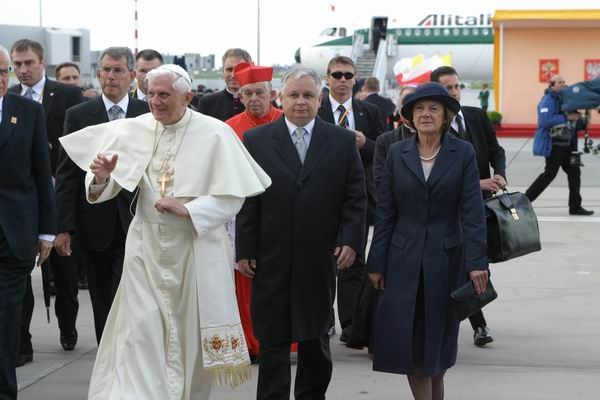
Lech Kaczyński i Benedykt XVI (2006)

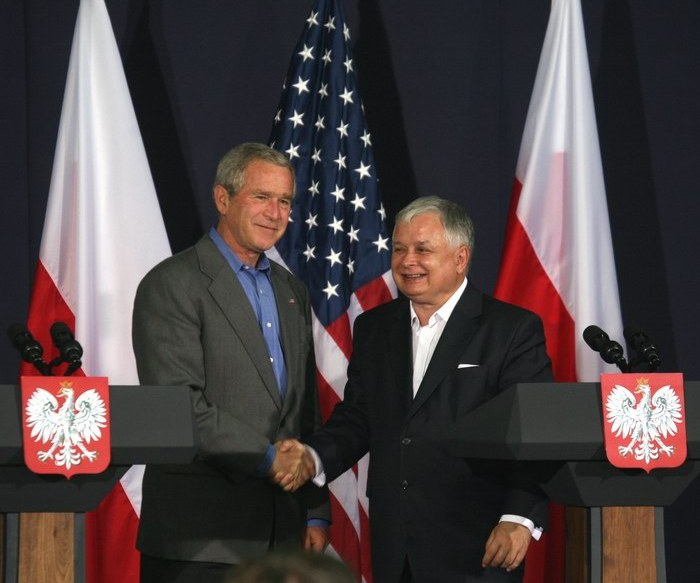
Lech Kaczyński i George W. Bush (2007)

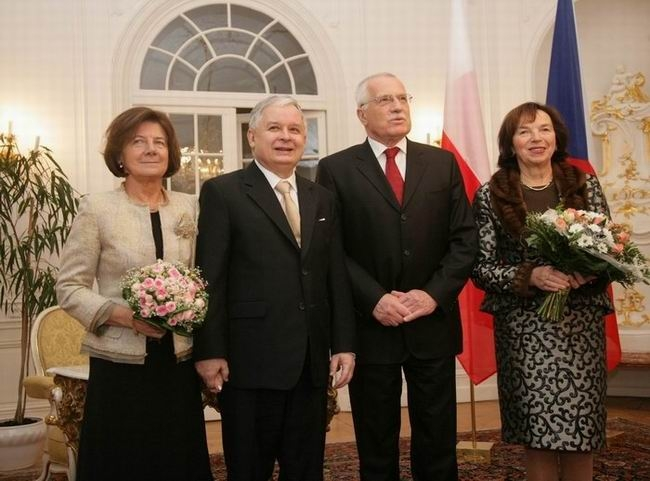
Lech Kaczyński z żoną Marią Kaczyńską i prezydent Czech Václav Klaus z żoną Livią Klausovą (2007)

Działacz opozycji politycznej w okresie Polskiej Rzeczypospolitej Ludowej. Senator I kadencji (1989–1991) oraz poseł na Sejm I i IV kadencji (1991–1993, 2001–2002). Prezes Najwyższej Izby Kontroli (1992–1995), minister sprawiedliwości i prokurator generalny w rządzie Jerzego Buzka (2000–2001), prezydent miasta stołecznego Warszawy (2002–2005). Współzałożyciel partii Prawo i Sprawiedliwość i jej pierwszy prezes (2001–2003). Doktor habilitowany nauk prawnych, profesor nadzwyczajny Uniwersytetu Kardynała Stefana Wyszyńskiego w Warszawie i Uniwersytetu Gdańskiego, specjalista w zakresie prawa pracy. Kawaler Orderu Orła Białego. Zginął w katastrofie rządowego samolotu Tu-154.

## Życiorys

### Dzieciństwo
Urodził się 18 czerwca 1949 w domu rodzinnym przy ul. Pawła Suzina 3 na warszawskim Żoliborzu. Jego ojciec, Rajmund Kaczyński, z zawodu inżynier, był żołnierzem Armii Krajowej, uczestnikiem powstania warszawskiego, kawalerem Orderu Virtuti Militari. Matka, Jadwiga z domu Jasiewicz, z wykształcenia była filologiem polskim (zawodowo związana z Instytutem Badań Literackich Polskiej Akademii Nauk). Przez matkę był potomkiem rodów szlacheckich z XVI wieku: Olszowskich, Biskupskich i Kurozwęckich, ze strony ojca – potomkiem Kaczyńskich herbu Pomian. Był bratem bliźniakiem Jarosława Kaczyńskiego. Przy ich porodzie asystowała jako położna matka poety Tadeusza Gajcego. Rodzicami chrzestnymi Lecha Kaczyńskiego zostali jego wuj Stanisław Miedza-Tomaszewski oraz Zofia Woźnicka. Chrzest odbył się z opóźnieniem, 3 czerwca 1951, z powodu choroby dziadka, Aleksandra Jasiewicza.
Bracia zagrali role Jacka (Lech) i Placka (Jarosław) w ekranizacji powieści Kornela Makuszyńskiego O dwóch takich, co ukradli księżyc (1962) w reżyserii Jana Batorego.

### Wykształcenie
Uczęszczał do XLI Liceum Ogólnokształcącego im. Joachima Lelewela w Warszawie, ukończył XXXIX Liceum Ogólnokształcące im. Ludowego Lotnictwa Polskiego na Bielanach (1967).
Był absolwentem Wydziału Prawa i Administracji Uniwersytetu Warszawskiego (studiował w latach 1967–1971). Na tym samym roku studiowali z nim m.in. jego brat Jarosław, Andrzej Rzepliński, Marek Safjan, Bogusław Wołoszański i Mirosław Wyrzykowski. W 1980 na podstawie pracy zatytułowanej Zakres swobody stron w zakresie kształtowania treści stosunku pracy (pisanej początkowo pod kierunkiem Romana Korolca, a po jego śmierci pod kierunkiem Czesława Jackowiaka) uzyskał stopień doktora na Uniwersytecie Gdańskim. Rozprawa ta została nagrodzona przez redakcję miesięcznika „Państwo i Prawo”. W 1990 również na UG uzyskał stopień doktora habilitowanego w oparciu o rozprawę pt. Renta socjalna.

### Działalność zawodowa
W latach 1971–1997 był pracownikiem naukowym w Katedrze Prawa Pracy Uniwersytetu Gdańskiego. W latach 1996–1999 był pracownikiem naukowym Wydziału Prawa i Administracji Uniwersytetu Gdańskiego (zajmując stanowisko profesora nadzwyczajnego), a od 1999 Wydziału Prawa i Administracji Uniwersytetu Kardynała Stefana Wyszyńskiego w Warszawie (również na stanowisku profesora nadzwyczajnego). Został urlopowany w związku z prezydenturą.
Był autorem publikacji z dziedziny prawa pracy: Ocena nowelizacji kodeksu pracy (1996), Przewodnik do nauki prawa pracy (1998). W trakcie pracy naukowej pod jego kierunkiem powstała jedna rozprawa doktorska (Związkowa zdolność układowa, obroniona w 1999 przez Jakuba Stelinę z UG).

### Działalność polityczna do 2005

#### Opozycja demokratyczna
W 1971 przeprowadził się do Sopotu. Jesienią 1977 za pośrednictwem brata Jarosława nawiązał współpracę z Biurem Interwencyjnym Komitetu Samoobrony Społecznej „KOR”, kierowanym przez Zofię i Zbigniewa Romaszewskich. Prowadził szkolenia z zakresu prawa pracy dla robotników. Od 1978 działał w Wolnych Związkach Zawodowych. W latach 1978–1980 wraz z Joanną i Andrzejem Gwiazdami prowadził dla robotników wykłady z prawa pracy i historii PRL. Pisywał w niezależnym „Robotniku Wybrzeża” oraz kolportował wśród robotników pisma „Robotnik” i „Biuletyn Informacyjny KSS „KOR””.
W 1981 został delegatem gdańskiego Niezależnego Samorządnego Związku Zawodowego „Solidarność” na I Zjazd Krajowy Delegatów związku w Gdańsku; wybrano go na członka komisji programowej. Przewodniczył zespołowi do spraw uregulowania stosunków z Polską Zjednoczoną Partią Robotniczą.
W czasie stanu wojennego był internowany w Strzebielinku od 13 grudnia 1981 do 15 października 1982. Od 1983 brał udział w posiedzeniach Tymczasowej Komisji Koordynacyjnej oraz w pracach tajnej Regionalnej Komisji Koordynacyjnej NSZZ „Solidarność”. Od 1985 wchodził w skład regionalnej Rady Pomocy Więźniom Politycznym w Gdańsku. W czasie strajków w 1988 w maju i sierpniu był doradcą (razem ze swoim bratem Jarosławem) robotników strajkujących w Stoczni Gdańskiej.
Pod koniec lat 80. stał się bliskim współpracownikiem Lecha Wałęsy, lidera „Solidarności” i późniejszego prezydenta Polski. 16 września 1988 brał udział w rozmowach „Solidarności” z przedstawicielami władz w Magdalence pod Warszawą. Od grudnia tego roku należał do Komitetu Obywatelskiego przy Lechu Wałęsie.
Od lutego do kwietnia 1989 brał udział w obradach tzw. podstolików powstałych w związku z rozmowami Okrągłego Stołu (gdzie zasiadał w zespole do spraw pluralizmu związkowego). Od kwietnia 1989 wchodził w skład prezydium Krajowej Komisji Wykonawczej NSZZ „Solidarność”. W lipcu i sierpniu 1989 był ze strony NSZZ „Solidarność” członkiem zespołu ds. negocjacji ze Stronnictwem Demokratycznym i Zjednoczonym Stronnictwem Ludowym w sprawie powołania koalicyjnego rządu.

#### Działalność polityczna w latach 90.
W maju 1990 został wybrany na pierwszego wiceprzewodniczącego Komisji Krajowej NSZZ „Solidarność” (kierował praktycznie związkiem w czasie kampanii prezydenckiej Lecha Wałęsy i po jego wyborze na stanowisko prezydenta RP). Zrezygnował z funkcji po przegranej walce z Marianem Krzaklewskim o stanowisko przewodniczącego „Solidarności” w lutym 1991. Był później pierwszym przewodniczącym rady nadzorczej Fundacji na rzecz Polskich Związków Kredytowych, związanej z powstającym systemem spółdzielczych kas oszczędnościowo-kredytowych (SKOK).
Był senatorem I kadencji (1989–1991) i członkiem Obywatelskiego Klubu Parlamentarnego. Następnie sprawował mandat posła na Sejm I kadencji (1991–1993) z listy Porozumienia Obywatelskiego Centrum (nie będąc formalnie członkiem partii Porozumienie Centrum).
Od 12 marca 1991 do 31 października 1991 w Kancelarii Prezydenta RP Lecha Wałęsy zajmował stanowisko ministra stanu do spraw bezpieczeństwa nadzorującego pracę Biura Bezpieczeństwa Narodowego. Z pracy w KPRP odszedł po konflikcie z Lechem Wałęsą i szefem jego gabinetu Mieczysławem Wachowskim.
14 lutego 1992 został wybrany przez Sejm na stanowisko prezesa Najwyższej Izby Kontroli. Sześcioletniej kadencji nie ukończył, gdyż w 1995 uchwałami Sejmu (z 26 maja) i Senatu (z 8 czerwca) został odwołany z tego urzędu. W wyborach parlamentarnych w 1993 startował bez powodzenia z listy komitetu wyborczego PC-Zjednoczenie Polskie w okręgu nowosądeckim.
Był kandydatem na urząd prezydenta RP w wyborach w 1995. Zrezygnował 30 października (jeszcze przed pierwszą turą głosowania), zgłaszając gotowość poparcia każdego, kto – jego zdaniem – miał szansę pokonać Lecha Wałęsę (wymienił wówczas Hannę Gronkiewicz-Waltz, Jana Olszewskiego, a także Jacka Kuronia).

#### Minister sprawiedliwości
14 czerwca 2000 został powołany przez prezydenta Aleksandra Kwaśniewskiego na urząd ministra sprawiedliwości w rządzie Jerzego Buzka, stając się następcą Hanny Suchockiej. Stanowisko to zajmował do 5 lipca 2001. Jako prokurator generalny wydał w 2000 wytyczne dla prokuratorów, aby w większości spraw określonego rodzaju występowali do sądów o zastosowanie tymczasowego aresztowania wobec podejrzanych. Późniejsze stosowanie tymczasowego aresztowania skutkowało w grudniu 2007 tzw. sygnalizacją Europejskiego Trybunału Praw Człowieka, kwestionującą w opinii tego trybunału zbyt częste i nieuzasadnione orzekanie oraz przedłużanie tymczasowego aresztowania.

#### Prezes Prawa i Sprawiedliwości
W 2001 stanął na czele Prawa i Sprawiedliwości, nowej (współtworzonej z bratem) partii, powstałej na bazie dawnego Porozumienia Centrum, jego współpracowników z NIK i MS oraz niektórych byłych członków Akcji Wyborczej Solidarność. W tym samym roku z listy PiS uzyskał mandat posła na Sejm IV kadencji w okręgu gdańskim.
W 2001 w wywiadzie udzielonym Radiu ZET określił Mieczysława Wachowskiego mianem „wielokrotnego przestępcy”. 24 czerwca 2005 Lech Kaczyński w I instancji został uznany za winnego zniesławienia oraz skazany na grzywnę. Orzeczono wobec niego też nawiązkę na cel społeczny i zobowiązano do opublikowania przeprosin w prasie. Po apelacji Lecha Kaczyńskiego Sąd Okręgowy w Warszawie wyrokiem z 14 grudnia 2005 uchylił zaskarżone orzeczenie i sprawę przekazał do ponownego rozpoznania. Postępowanie karne zostało zawieszone (ze wstrzymaniem terminu przedawnienia) na mocy przepisów Konstytucji RP od 23 grudnia 2005 (w związku z objęciem urzędu prezydenta RP i przysługującego mu immunitetu), ostatecznie umorzone wobec śmierci oskarżonego.
Wiosną 2002 doprowadził do zjednoczenia PiS z Przymierzem Prawicy. Był prezesem PiS w latach 2001–2003 (następnie zaś, do 2006, pełnił funkcję prezesa honorowego). Po objęciu urzędu prezydenta RP wystąpił z partii (podczas drugiego kongresu PiS, który odbył się 3 czerwca 2006).

#### Prezydent Warszawy
Od 18 listopada 2002 do 22 grudnia 2005 zajmował stanowisko prezydenta miasta stołecznego Warszawy, wybranego w pierwszych wyborach bezpośrednich przeprowadzonych w dniach 27 października i 10 listopada 2002 z ramienia PiS. W pierwszej turze otrzymał 49,58% głosów, w drugiej zaś pokonał kandydata koalicji SLD-UP Marka Balickiego, uzyskując 70,54% głosów. W trakcie kampanii wyborczej po spotkaniu z wyborcami użył wobec jednego z – zdaniem Lecha Kaczyńskiego zaczepiających go uporczywie – uczestników słów „spieprzaj, dziadu!”, które to sformułowanie było później wykorzystywane m.in. przez satyryków. Lech Kaczyński zrezygnował z funkcji na sesji rady miasta 22 grudnia 2005, w przeddzień objęcia urzędu prezydenta, lecz dopiero 8 lutego 2006, uchwałą zdominowanej przez PiS rady miasta, stwierdzono wygaśnięcie jego mandatu.
Podczas jego kadencji zorganizowano obchody 60. rocznicy wybuchu powstania warszawskiego. Przy tej okazji prezydent w lipcu 2004 otworzył Muzeum Powstania Warszawskiego. Za jego prezydentury powstały także wydziały obsługi mieszkańców, jak również otwarto pierwsze trasy Szybkiej Kolei Miejskiej i rozstrzygnięto konkurs na projekt budynku Centrum Nauki Kopernik. W styczniu 2005 Lech Kaczyński był jednym z sygnatariuszy umowy dotyczącej finansowania budowy Muzeum Historii Żydów Polskich m.in. z funduszy miasta. W okresie sprawowania urzędu stworzył stanowisko pełnomocnika ds. zwierząt. W trakcie kadencji nie uruchomiono natomiast m.in. zapowiadanej budowy Mostu Północnego.
W 2004 i 2005 zabronił przejścia Paradzie Równości ulicami Warszawy, co wywołało kontrowersje związane ze zgodnością tego postanowienia z Konstytucją RP oraz zarzuty o homofobię. Początkowo tłumaczył odmowę obroną publicznej moralności, później zaś brakami formalnymi. W jednym z przypadków wskazywał na zaplanowaną na ten sam dzień co parada uroczystość odsłonięcia pomnika Stefana Roweckiego, wydał natomiast zezwolenie na organizowaną przez Młodzież Wszechpolską Paradę Normalności. W 2006 Trybunał Konstytucyjny orzekł, że przepis prawa o ruchu drogowym, na który prezydent stolicy powołał się, zabraniając demonstracji, jest niezgodny z Konstytucją RP w takim zakresie, w jakim narusza on wolność do zgromadzeń. W 2007 Europejski Trybunał Praw Człowieka w Strasburgu uznał, że decyzja władz miasta była sprzeczna z kilkoma postanowieniami EKPC.
Środowisko polityczne Lecha Kaczyńskiego za jedno z osiągnięć jego prezydentury uznawało także rozbicie tzw. układu warszawskiego, istniejącej rzekomo sieci nieformalnych powiązań rządzącej miastem koalicji Platformy Obywatelskiej (wcześniej Unii Wolności) i Sojuszu Lewicy Demokratycznej z lokalnymi przedsiębiorcami, w ramach której miało dochodzić do ustawiania przetargów. Po zerwaniu koalicji z PO w radzie miejskiej wspierający prezydenta klub radnych PiS zawierał porozumienia z usuniętymi z Platformy Obywatelskiej radnymi kojarzonymi z Pawłem Piskorskim, kreowanym na lidera „układu warszawskiego”.
W 2004 wystąpił w specjalnym odcinku teleturnieju Chwila prawdy; uzyskaną w nim wygraną goście przekazali na rzecz Fundacji TVN Nie jesteś sam

#### Wybory prezydenckie w 2005
19 marca 2005 jako pierwszy ogłosił swój zamiar ubiegania się z ramienia PiS o najwyższy urząd w wyborach prezydenckich, zajmując pierwsze miejsce w sondażach. Kampania wyborcza dała mu początkowo bardzo wysokie poparcie. Wyprzedził w rankingach m.in. kardiochirurga i senatora Zbigniewa Religę. Po wystartowaniu kampanii wyborczej marszałka Sejmu Włodzimierza Cimoszewicza Lech Kaczyński spadł w lipcu na drugie miejsce w badaniach opinii publicznej. Po rezygnacji marszałka Sejmu we wrześniu nie odzyskał pozycji lidera, którą zajął w sondażach wicemarszałek Sejmu Donald Tusk, startujący z ramienia PO.
Jesienią jego notowania zaczęły ponownie rosnąć. Kandydat PO był przez PiS oskarżany o nadmierny liberalizm. Jego szanse zwiększyło zwycięstwo PiS w wyborach parlamentarnych. W pierwszej turze wyborów prezydenckich zajął drugie miejsce po Donaldzie Tusku, otrzymując 33% głosów. W drugiej turze głosowania Lech Kaczyński zdobył poparcie środowiska Radia Maryja, Samoobrony oraz Polskiego Stronnictwa Ludowego. W trakcie kampanii wyborczej działający w jego sztabie wyborczym (odpowiedzialny za kampanię telewizyjną) Jacek Kurski spekulował w piśmie „Angora” na temat rzekomego ochotniczego wstąpienia Józefa Tuska, dziadka Donalda Tuska, do Wehrmachtu.
W drugiej turze głosowania w dniu 23 października 2005 Lech Kaczyński wygrał wybory, otrzymując 8 257 468 głosów, co stanowiło 54,04% głosujących.

### Prezydent Rzeczypospolitej Polskiej

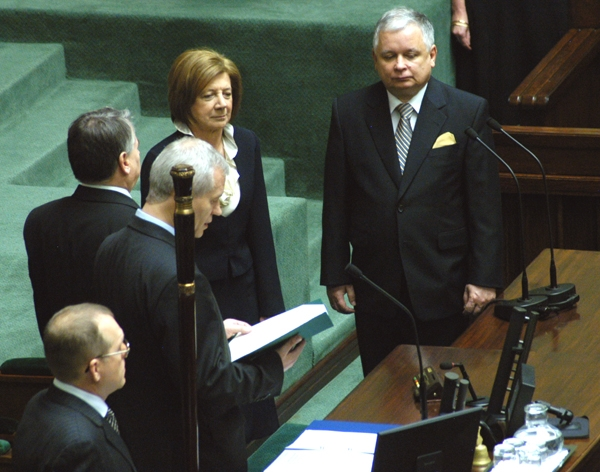
Zaprzysiężenie na urząd prezydenta RP 23 grudnia 2005

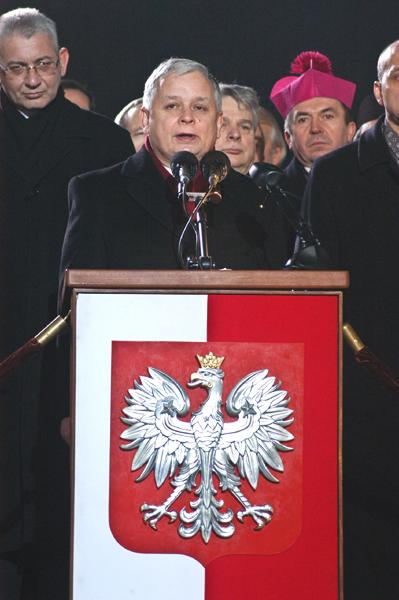
Przejęcie przez prezydenta RP Lecha Kaczyńskiego zwierzchnictwa nad Siłami Zbrojnymi RP (23 grudnia 2005)

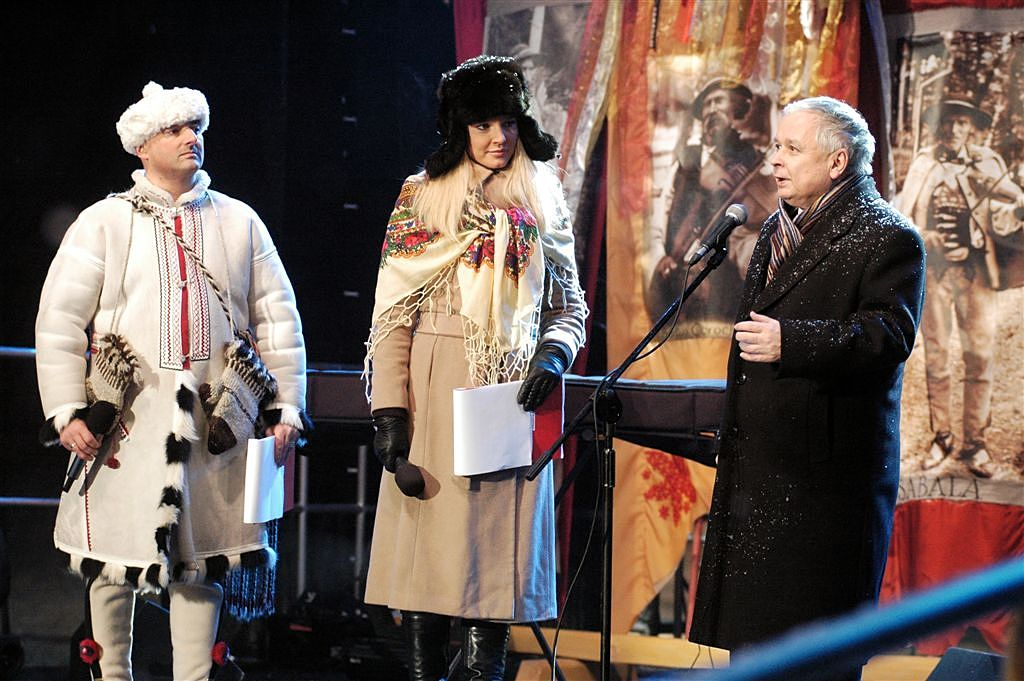
Lech Kaczyński podczas ceremonii otwarcia VIII Światowych Zimowych Igrzysk Polonijnych w Zakopanem (6 marca 2010)

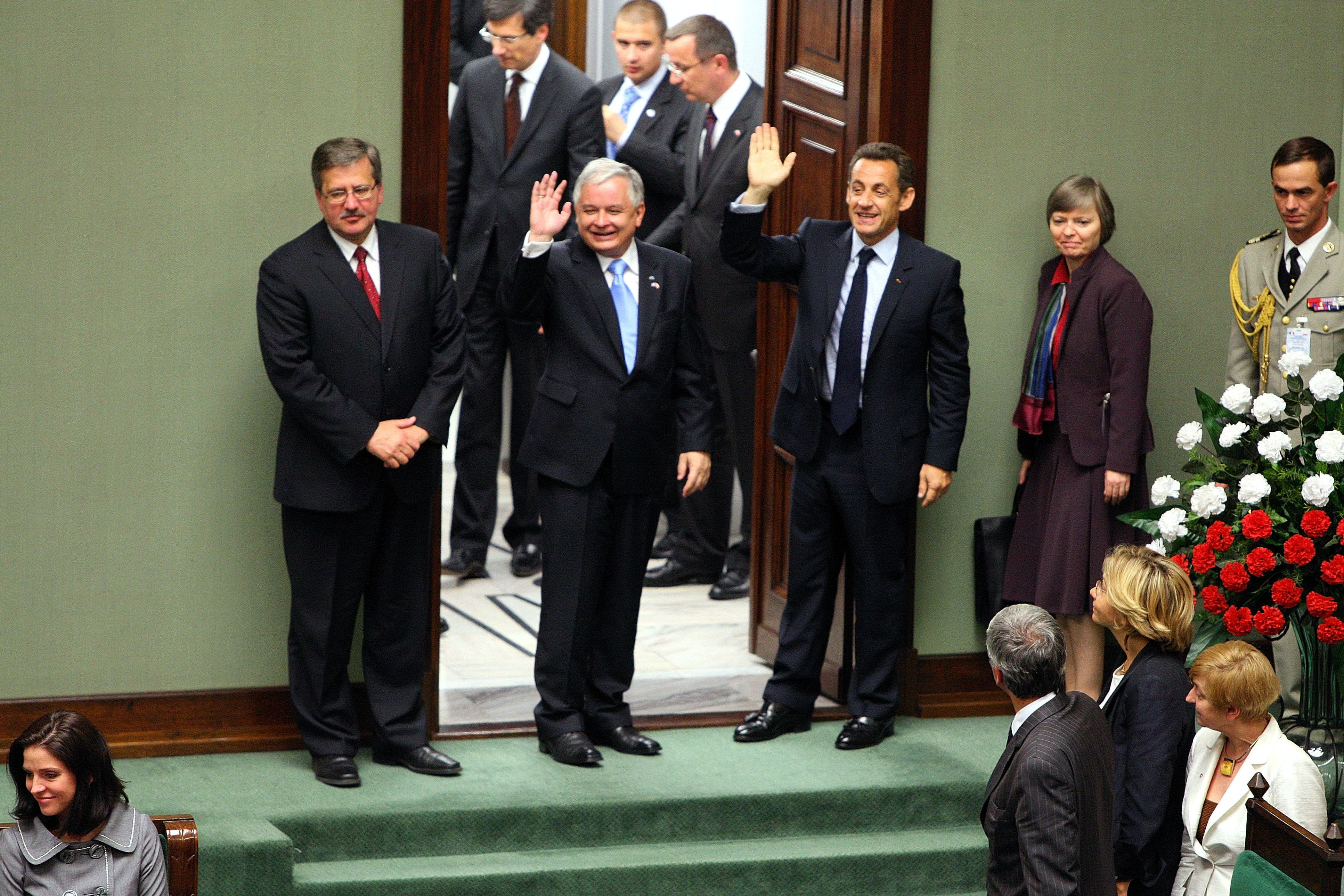
Z prezydentem Francji Nicolasem Sarkozym w Sejmie (2008)

Kadencja Lecha Kaczyńskiego na stanowisku prezydenta RP rozpoczęła się 23 grudnia 2005 i zakończyła się z chwilą jego śmierci w katastrofie lotniczej 10 kwietnia 2010. Obowiązki konstytucyjne prezydenta przejął wtedy marszałek Sejmu Bronisław Komorowski.

#### Polityka zagraniczna

##### Wizyty zagranicznych głów państw w Polsce
Prezydent Lech Kaczyński podejmował w Polsce m.in. prezydenta Stanów Zjednoczonych George’a W. Busha (w czerwcu 2007), papieża Benedykta XVI (w maju 2006), prezydenta Francji Nicolasa Sarkozy’ego (w czerwcu 2007 i w maju 2008), prezydenta Pakistanu Perveza Musharrafa (w kwietniu 2007).

##### Polskie Kontyngenty Wojskowe w Iraku i Afganistanie
Podtrzymał politykę zagraniczną prowadzoną przez Aleksandra Kwaśniewskiego w zakresie utrzymywania wojskowej misji stabilizacyjno-szkoleniowej na terenie Iraku. Misja ta, trwająca od 3 września 2003, na mocy postanowienia prezydenta wydanego na wniosek premiera Donalda Tuska zakończyła się 31 października 2008. 29 października 2008 do Polski powrócili żołnierze z ostatniej dziesiątej zmiany Polskiego Kontyngentu Wojskowego „Irak”.
Na mocy postanowienia prezydenta z 2006 wydanego na wniosek premiera Jarosława Kaczyńskiego, na przełomie kwietnia i maja 2007, stacjonujący na terenie Afganistanu Polski Kontyngent Wojskowy został powiększony do prawie 1200 żołnierzy i przeszedł pod dowództwo natowskiej misji Międzynarodowych Sił Wsparcia Bezpieczeństwa (ISAF). Postanowienie to na wniosek premiera Donalda Tuska było przedłużane na kolejne okresy, w trakcie których kontyngent był stopniowo powiększany.

##### Gruzja i Ukraina
Deklarował poparcie starań Gruzji i Ukrainy w kwestii ich akcesji do Organizacji Paktu Północnoatlantyckiego (NATO). Stanowisko to prezentował w trakcie spotkania szefów państw i rządów krajów członkowskich sojuszu, które odbyło się w Bukareszcie (59. szczyt NATO w dniach 2–4 kwietnia 2008).
W 2006 Lech Kaczyński miał zostać ojcem chrzestnym syna prezydenta Gruzji, jednak wyjazd do Tbilisi odwołał z powodu wypadku w Kopalni Węgla Kamiennego Halemba.
12 sierpnia 2008 podczas wojny w Osetii Południowej poleciał do Gruzji z planowanym lądowaniem w Gandży. Pilot odmówił uwzględnienia sugestii prezydenta, aby wylądować w Tbilisi; incydent ten wywołał zainteresowanie mediów. Ostatecznie Lech Kaczyński tego dnia (wraz z prezydentami Ukrainy Wiktorem Juszczenką, Litwy Valdasem Adamkusem, Estonii Toomasem Ilvesem i premierem Łotwy Ivarsem Godmanisem) pojawił się na wiecu politycznym w stolicy Gruzji, udzielając poparcia prezydentowi Gruzji Micheilowi Saakaszwilemu.
23 listopada 2008 podczas pobytu Lecha Kaczyńskiego i prezydenta Gruzji przy granicy gruzińsko-osetyjskiej w pobliżu wiozącej ich kolumny nieustaleni sprawcy oddali strzały ostrzegawcze z broni palnej. W sprawie tego zdarzenia śledztwo wszczęto w ramach Prokuratury Okręgowej w Warszawie.

##### Polityka energetyczna

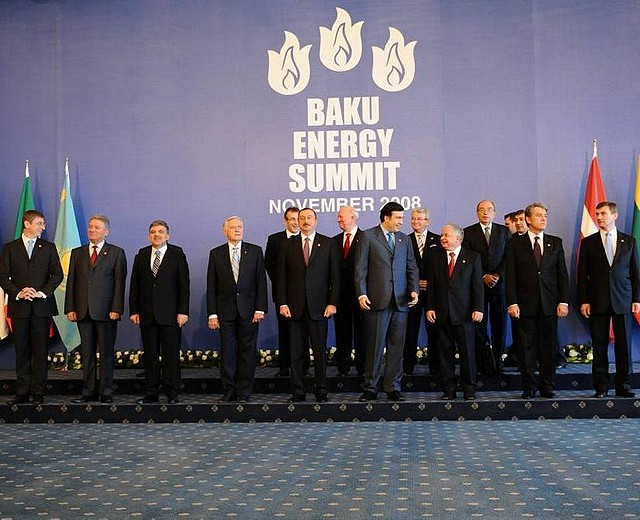
Lech Kaczyński z prezydentami Azerbejdżanu, Gruzji, Litwy i Ukrainy (2008)

W ramach deklarowanych zamiarów stworzenia wspólnej polityki energetycznej łączącej kraje należące do Unii Europejskiej, Ukrainę i republiki kaukaskie, zorganizował tzw. szczyt energetyczny w Krakowie w dniach 11–12 maja 2007, w którym udział wzięli prezydenci Azerbejdżanu, Gruzji, Litwy i Ukrainy. Na spotkaniu zadeklarowano porozumienie pomiędzy Polską i Litwą w sprawie tzw. mostu energetycznego i wstępnego międzyrządowego opracowania projektu budowy elektrowni atomowej dostarczającej energię na potrzeby krajów regionu.

##### Traktat lizboński

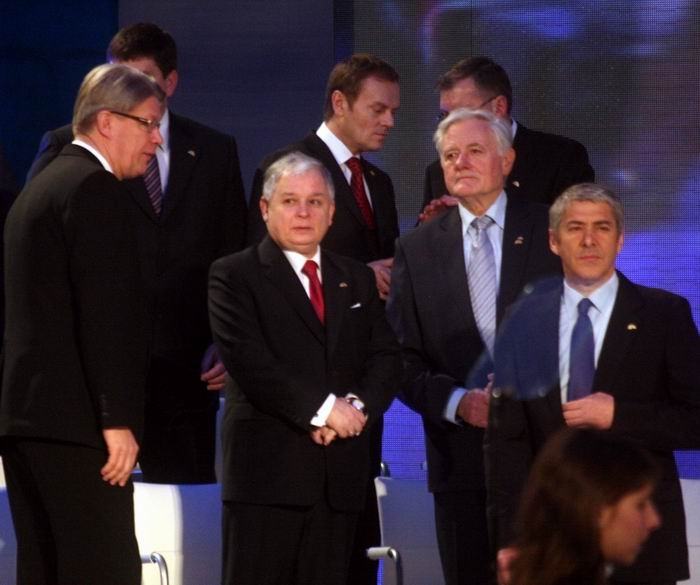
Lech Kaczyński i prezydent Litwy Valdas Adamkus w 2007 w Lizbonie podczas uroczystości złożenia podpisów pod tekstem traktatu lizbońskiego

Podczas szczytu negocjacyjnego Rady Europejskiej w Brukseli w dniach 21–23 czerwca 2007, będąc w składzie delegacji rządowej, zgłaszał postulaty w sprawie systemu głosowania w RE w ramach negocjowania treści przyszłego traktatu lizbońskiego. Propozycja rządowa, dla której poparcie zadeklarowała tylko strona czeska, dotycząca tzw. systemu pierwiastkowego, wobec proponowanego przez pozostałych 25 członków szczytu tzw. zasady podwójnej większości nie uzyskała poparcia przewodniczącej Rady Europejskiej kanclerz Niemiec Angeli Merkel. W rezultacie strona polska wynegocjowała utrzymanie „systemu nicejskiego” (z 2000) do 2014.
Prezydent był obecny w Lizbonie podczas uroczystości podpisania traktatu przez premiera Donalda Tuska i ministra spraw zagranicznych Radosława Sikorskiego. Z dniem 30 kwietnia 2008 został uprawniony do ratyfikacji traktatu lizbońskiego, który ratyfikował 10 października 2009.

#### Polityka krajowa

##### Nominacje i powołania

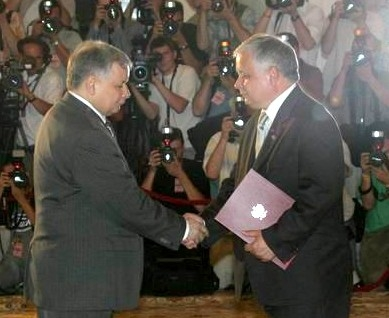
Lech Kaczyński z desygnowanym na urząd premiera Jarosławem Kaczyńskim (14 lipca 2006)

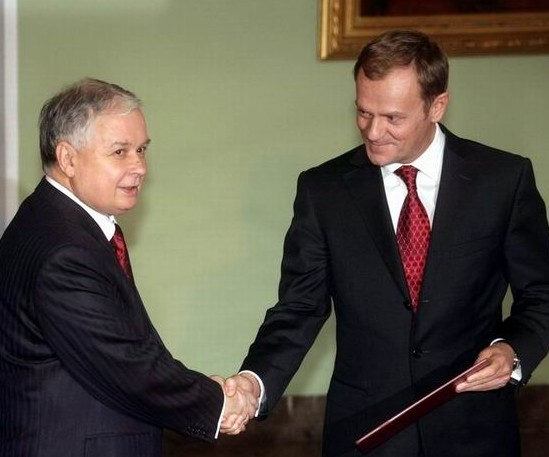
Lech Kaczyński z desygnowanym na urząd premiera Donaldem Tuskiem (9 listopada 2007)

Podczas swojej kadencji prezydent desygnował dwóch prezesów Rady Ministrów, odbierając przysięgę:
- 14 lipca 2006 od rządu Jarosława Kaczyńskiego (desygnowany 10 lipca 2006),
- 16 listopada 2007[56][57] od rządu Donalda Tuska (desygnowany 9 listopada 2007[58]).

Na prezesa Trybunału Konstytucyjnego powołał 4 listopada 2006 Jerzego Stępnia, a 25 czerwca 2008 Bohdana Zdziennickiego. W ramach swoich uprawnień 31 stycznia 2006 powołał do Krajowej Rady Radiofonii i Telewizji Elżbietę Kruk i Wojciecha Dziomdziorę, a po ich rezygnacji z zajmowanych funkcji nominował Piotra Boronia (18 września 2007) i Barbarę Bubulę (26 września 2007). 6 stycznia 2006 na swojego przedstawiciela w Krajowej Radzie Sądownictwa wyznaczył Ewę Stryczyńską. W styczniu 2007 wskazał kandydata na prezesa Narodowego Banku Polskiego w osobie Sławomira Skrzypka.
Postanowieniem z 3 stycznia 2008 jako pierwszy prezydent w III Rzeczypospolitej odmówił nominacji na stanowiska sędziowskie dziewięciu kandydatom przedstawionym mu do powołania przez Krajową Radę Sądownictwa. Powołał się na art. 179 Konstytucji RP (posługującym się wyłącznie terminem „powołuje”). Pierwszy Prezes Sądu Najwyższego Lech Gardocki wystąpił o rozstrzygnięcie sporu kompetencyjnego, jednak Trybunał Konstytucyjny umorzył postępowanie z wniosku wobec braku przesłanek sporu kompetencyjnego.
Postanowieniem z 5 marca 2010 powołał na urząd prokuratora generalnego Andrzeja Seremeta, a na jego wniosek 31 marca 2010 trzech zastępców.

##### Rada Gabinetowa
Posiedzenia Rady Gabinetowej zwołane przez prezydenta Kaczyńskiego:
- 23 lutego 2006 – poświęcone programowi prac rządu w 2006 i zasadom współpracy między rządem a prezydentem;
- 9 czerwca 2006 – poświęcone sytuacji w służbie zdrowia, problemowi bezrobocia, koordynacji działań w polityce zagranicznej i rządowej, propozycji zmian w sposobie opodatkowania twórców;
- 14 stycznia 2008 – poświęcone polityce ochrony zdrowia;
- 28 października 2008 – poświęcone planom rządu w sprawie wprowadzenia euro w Polsce.

##### Relacje z parlamentem

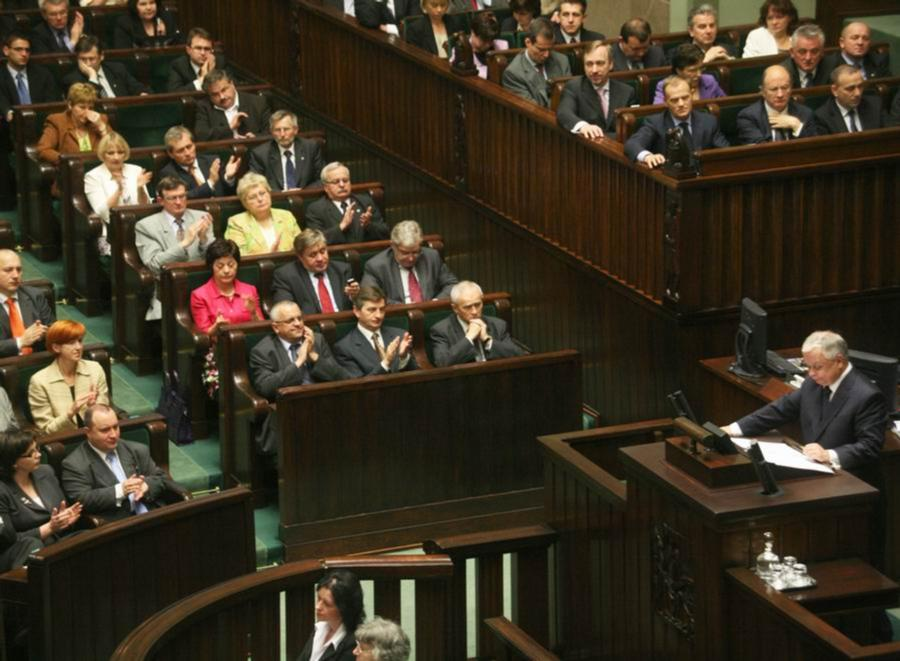
Orędzie prezydenta Lecha Kaczyńskiego w polskim parlamencie (2009)

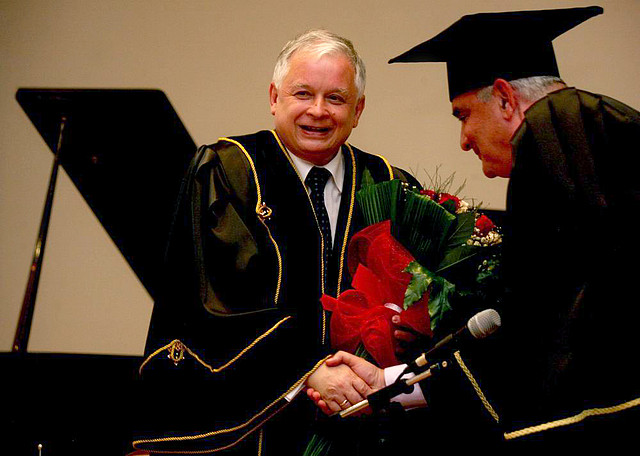
Lech Kaczyński odbiera tytuł doktora honoris causa Bakijskiego Uniwersytetu Słowiańskiego (2009)

Podczas trwającego sporu politycznego w Sejmie prezydent w orędziu telewizyjnym z 13 lutego 2006 zapowiedział, że nie skorzysta z prerogatywy skrócenia kadencji wobec uznania przez niego, że Sejm V kadencji nie uchwalił ustawy budżetowej w terminie konstytucyjnym.
Na skutek uchwały Sejmu z 7 września 2007 o skróceniu kadencji Sejmu V kadencji, postanowieniem z 8 września 2007 zarządził na dzień 21 października tego roku przedterminowe wybory parlamentarne.
W 2008 prezydent przesłał do Senatu projekt postanowienia w sprawie przeprowadzenia w dniach 10–11 stycznia 2009 referendum ogólnokrajowego w kwestii komercjalizacji i prywatyzacji służby zdrowia. Senat uchwałą z 29 października 2008 nie wyraził zgody na referendum.
22 maja 2009 zwrócił się z orędziem do Sejmu VI kadencji na temat kryzysu finansowego i stanu polskiej gospodarki.

#### Działalność legislacyjna
- Wybrane prezydenckie inicjatywy ustawodawcze:
  - 2006 – projekt ustawy zmieniającej Konstytucję RP w zakresie dotyczącym ekstradycji i europejskiego nakazu aresztowania; ustawa została przyjęta, zmieniając Konstytucję RP w dniu 7 listopada 2006;
  - 2006 – projekt nowelizacji ustawy lustracyjnej;
  - 2007 – projekt ustawy zmieniającej Konstytucję RP w zakresie dotyczącym ochrony życia poczętego człowieka; ustawa w głosowaniu z 13 kwietnia 2007 nie została przyjęta przez Sejm kwalifikowaną większością głosów.
- Ratyfikacje wybranych umów międzynarodowych:
  - w grudniu 2006 ratyfikował konwencję między RP a Wielką Brytanią w sprawie unikania podwójnego opodatkowania;
  - w marcu 2007 ratyfikował umowę międzynarodową o przystąpieniu RP do konwencji rzymskiej;
  - w październiku 2009 ratyfikował traktat lizboński.
- Weta prezydenckie:
  - Sejm V kadencji (rządy Kazimierza Marcinkiewicza i Jarosława Kaczyńskiego): jednokrotnie;
  - Sejm VI kadencji (rząd Donalda Tuska): siedemnastokrotnie.
- Wybrane weta prezydenckie:
  - w sierpniu 2006 zawetował ustawę zmieniającą kodeks cywilny w zakresie zrzeczenia się prawa własności nieruchomości;
  - w maju 2008 zawetował ustawę o zmianie ustawy o radiofonii i telewizji;
  - w listopadzie 2008 zawetował nowelizację ustawy o ochronie gruntów rolnych i leśnych oraz trzy ustawy z pakietu reformy służby zdrowia;
  - w grudniu 2008 zawetował ustawę o Krajowej Szkole Sądownictwa i Prokuratury.
- W ramach swoich uprawnień prezydent sześciokrotnie wydawał rozporządzenia o ogłoszeniu żałoby narodowej.

#### Polityka odznaczeń

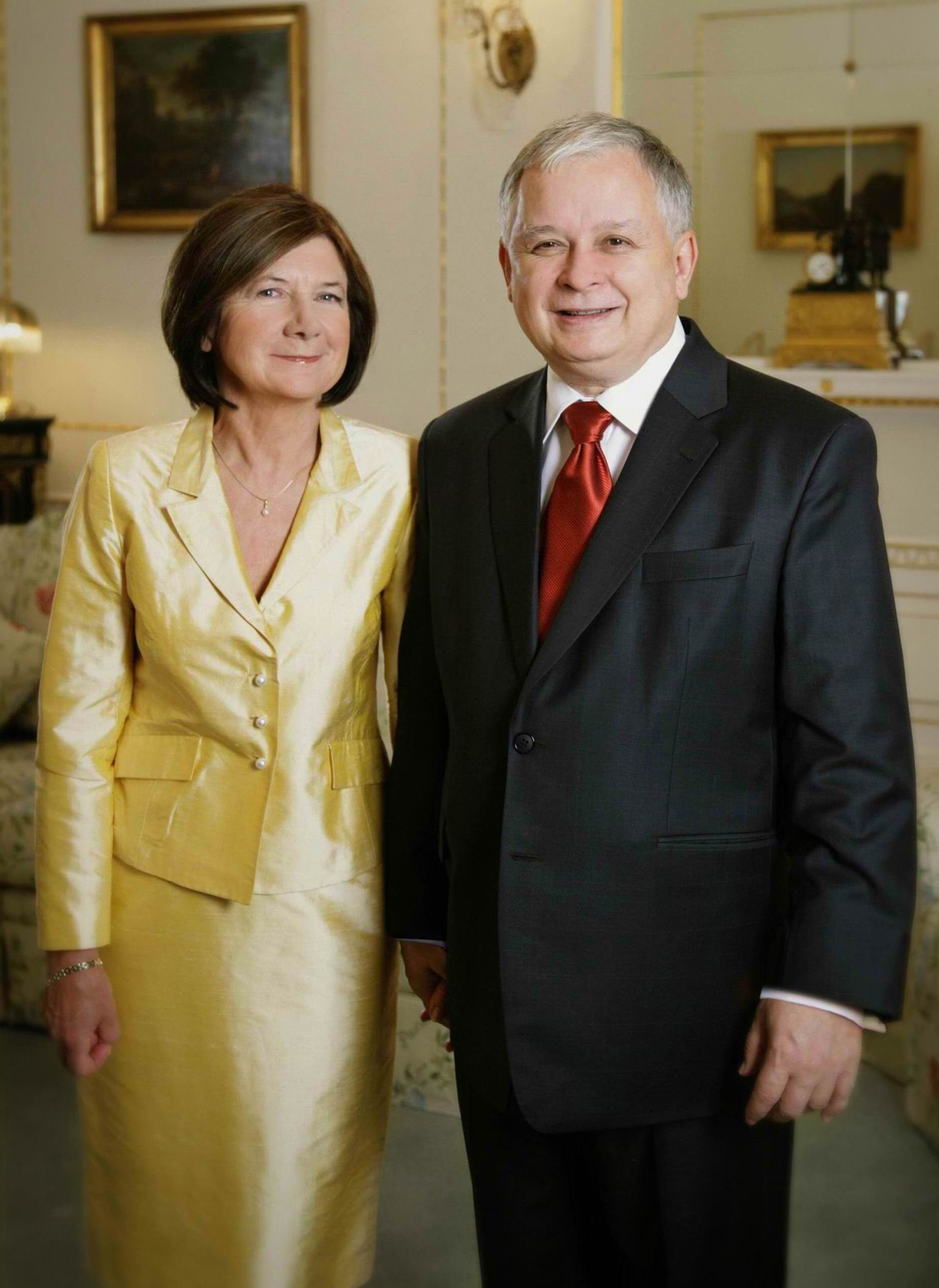
Lech Kaczyński z żoną Marią

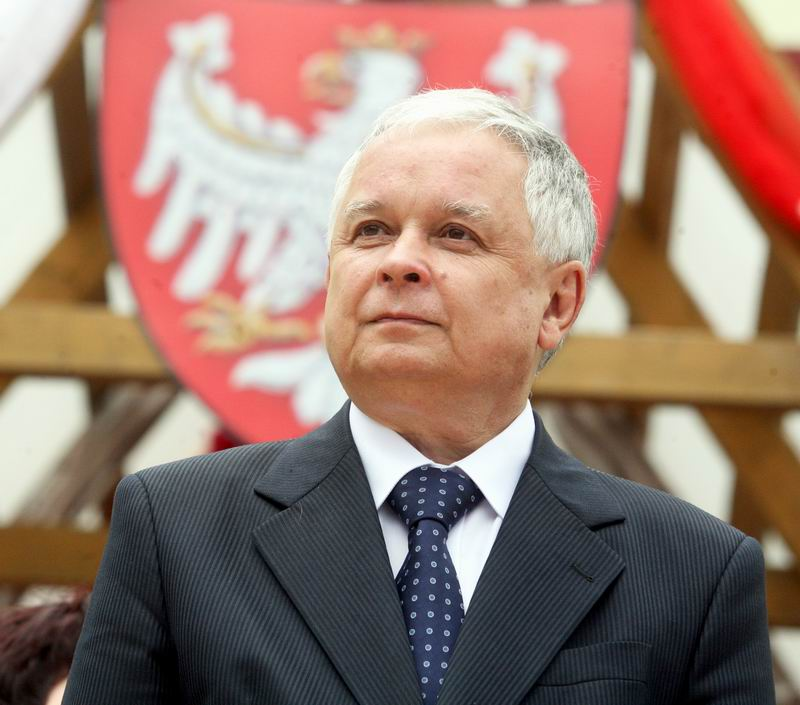
Prezydent Lech Kaczyński (2009)

Najwyższe polskie odznaczenie, Order Orła Białego, otrzymali od niego hierarchowie Kościoła katolickiego (Andrzej Maria Deskur, Ignacy Tokarczuk, Kazimierz Majdański, Henryk Gulbinowicz, Józef Glemp), działacze opozycji antykomunistycznej w PRL: Jan Józef Lipski (pośmiertnie), Andrzej Gwiazda i Anna Walentynowicz, były rzecznik interesu publicznego Bogusław Nizieński, kardiochirurg i polityk Zbigniew Religa, były premier Jan Olszewski, pośmiertnie: aktor Gustaw Holoubek, pierwszy marszałek senatu III RP Andrzej Stelmachowski oraz bohaterowie okresu II wojny światowej i okupacji hitlerowskiej, skazani na karę śmierci lub represjonowani w okresie stalinowskim (generał Emil Fieldorf, rotmistrz Witold Pilecki, Łukasz Ciepliński, Franciszek Niepokólczycki, Wincenty Kwieciński). Order Orła Białego otrzymał również m.in. król Arabii Saudyjskiej Abd Allah ibn Abd al-Aziz Al Su’ud. Pośmiertnie prezydent przyznał go również Ronaldowi Reaganowi. Lech Kaczyński przekazał nadane pośmiertnie w drugiej połowie lat 90. Ordery Orła Białego rodzinom Kazimierza Pużaka i Zbigniewa Herberta.
W 2006 pozbawił Helenę Wolińską-Brus Krzyża Komandorskiego Orderu Odrodzenia Polski (nadanego uchwałą Rady Państwa z 1954) oraz Krzyża Kawalerskiego Orderu Odrodzenia Polski (nadanego uchwałą Krajowej Rady Narodowej z 1945). W tym samym roku odznaczył Krzyżem Zesłańców Sybiru generała Wojciecha Jaruzelskiego. Po ujawnieniu tego faktu przez TVN minister Andrzej Urbański z Kancelarii Prezydenta RP oświadczył, że został on odznaczony przez pomyłkę, gdyż „prezydent akceptował tylko postanowienia, nie zaś listy osób” i nie zdawał sobie sprawy, że na liście występuje Wojciech Jaruzelski. Po tym oświadczeniu Wojciech Jaruzelski odesłał otrzymane odznaczenie.
Pod koniec 2005, wkrótce po swoim wyborze, odnosząc się do Orderu Orła Białego, krytycznie ocenił nominacje dokonywane przez Aleksandra Kwaśniewskiego, co skutkowało ustąpieniem z funkcji kanclerza kapituły przez Barbarę Skargę. Wiosną 2007 uznał, iż wobec niezłożenia oświadczeń lustracyjnych wymaganych ustawą wygasło członkostwo w kapitule Tadeusza Mazowieckiego i Bronisława Geremka, wkrótce z członkostwa zrezygnował Władysław Bartoszewski. Do kapituły w trakcie swojej kadencji powołał Andrzeja Gwiazdę, Wiesława Chrzanowskiego, Ignacego Tokarczuka oraz Bogusława Nizieńskiego.
W 2007 awansował pośmiertnie na stopnie generalskie i admiralskie 88 żołnierzy oraz 2 duchownych zamordowanych w 1940 w Katyniu i Charkowie w ramach zbrodni katyńskiej.

#### Inne

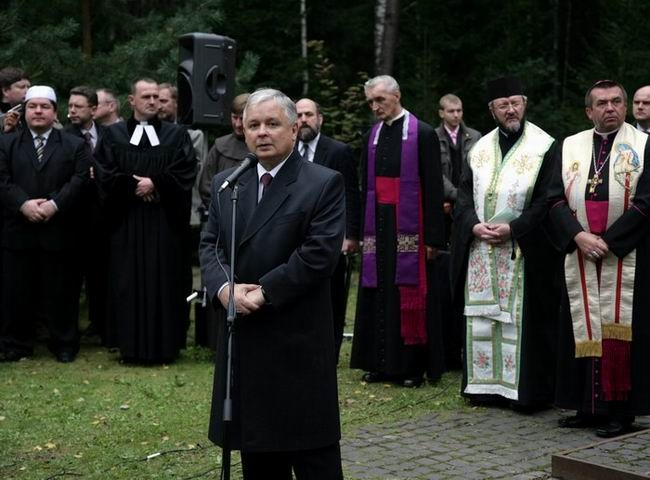
Lech Kaczyński podczas wizyty w Katyniu (2007)

Lech Kaczyński ułaskawił 202 osoby, w 2006 odmówił prawa łaski 550 osobom. Wbrew wcześniejszym zapowiedziom (związanym z krytyką działań Aleksandra Kwaśniewskiego) zrezygnował z publikacji listy osób ułaskawionych. W 2009 ułaskawił m.in. trzech braci skazanych za zabójstwo w ramach tzw. linczu we Włodowie, warunkowo zawieszając wykonanie orzeczonych wobec nich kar pozbawienia wolności. W tym samym roku w tzw. trybie szczególnym (wybieranym decyzją prezydenta i pomijającym zasięganie opinii sądów orzekających w danej sprawie) i przy negatywnej opinii prokuratora generalnego poprzez skrócenie o połowę okresu próby i zarządzenie zatarcia skazania ułaskawił przedsiębiorcę z Kwidzyna, skazanego za oszustwa i przestępstwa przeciwko dokumentom. Według doniesień medialnych w swoim procesie karnym skazany był broniony przez adwokata Marka Dubienieckiego, zaś kilka tygodni przed decyzją o ułaskawieniu założył z jego synem, Marcinem Dubienieckim (będącym jednocześnie zięciem Lecha Kaczyńskiego), pierwszą z kilku wspólnych spółek.
Postanowieniem z 16 lutego 2007 opublikował w Monitorze Polskim tekst raportu autorstwa likwidatora WSI Antoniego Macierewicza w sprawie działalności służb wojskowych w Polsce. W związku z zapadłym w tej sprawie wyrokiem Trybunału Konstytucyjnego zdecydował natomiast nie ujawniać treści aneksu do raportu przedłożonego mu w listopadzie 2007.
W 2007 z jego inicjatywy po raz pierwszy po II wojnie światowej w dniu Święta Wojska Polskiego (15 sierpnia) została zorganizowana w Warszawie defilada wojskowa. W 68. rocznicę agresji ZSRR na Polskę z 1939 Lech Kaczyński 17 września 2007 wraz z delegacją wziął udział w uroczystościach w Katyniu i Smoleńsku upamiętniających zbrodnię katyńską.
Z inicjatyw Lecha Kaczyńskiego zostały ustanowione ustawą Narodowy Dzień Pamięci Powstania Warszawskiego w 2009 i Narodowy Dzień Pamięci „Żołnierzy Wyklętych” w 2011. Był pierwszym urzędującym prezydentem Polski, który po II wojnie światowej odwiedził synagogę.

### Śmierć i pogrzeb

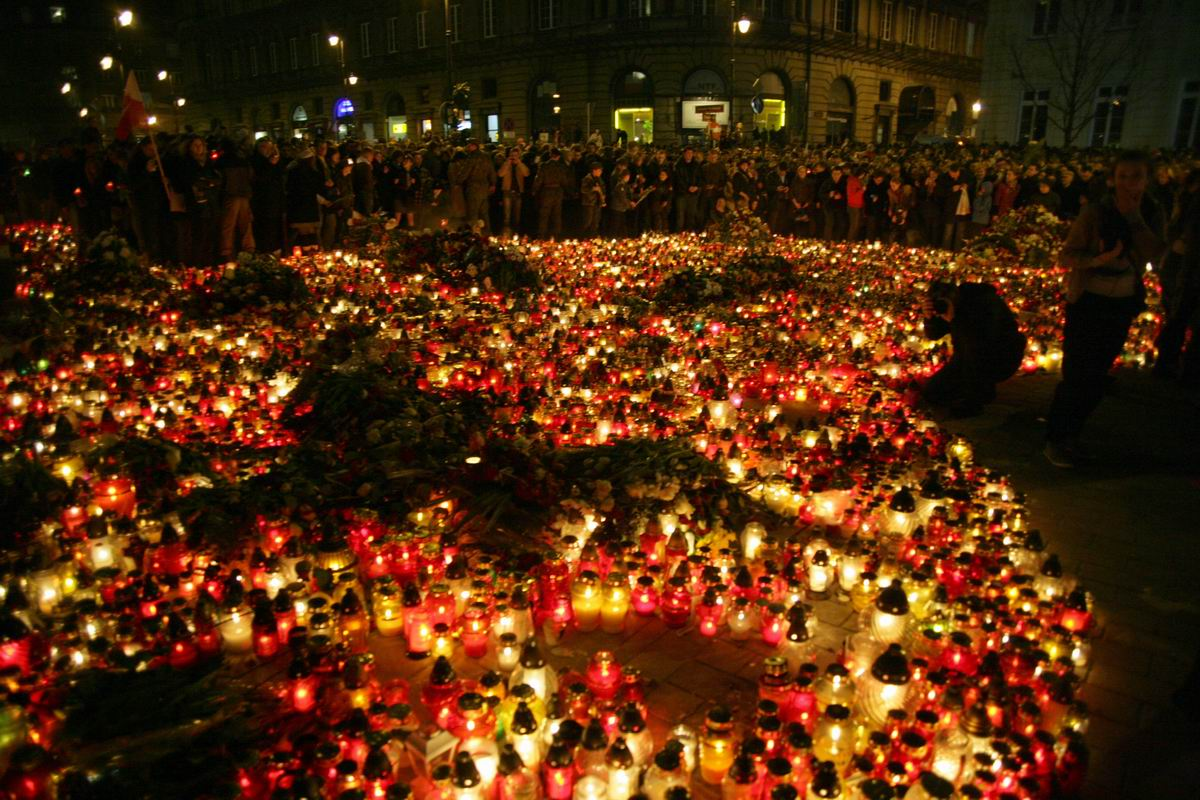
Znicze i kwiaty przed Pałacem Prezydenckim w Warszawie

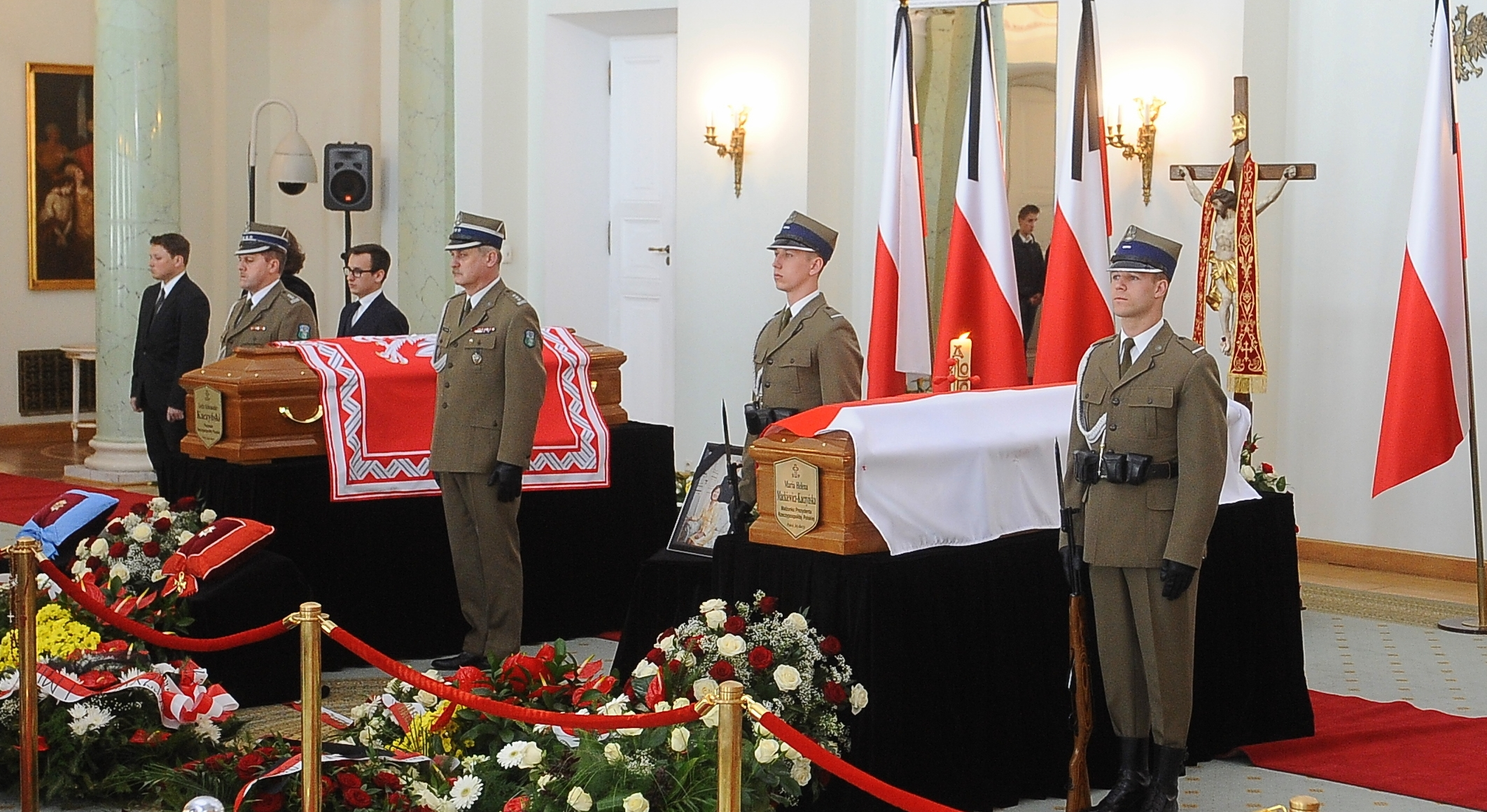
Trumny Lecha i Marii Kaczyńskich w Sali Kolumnowej Pałacu Prezydenckiego

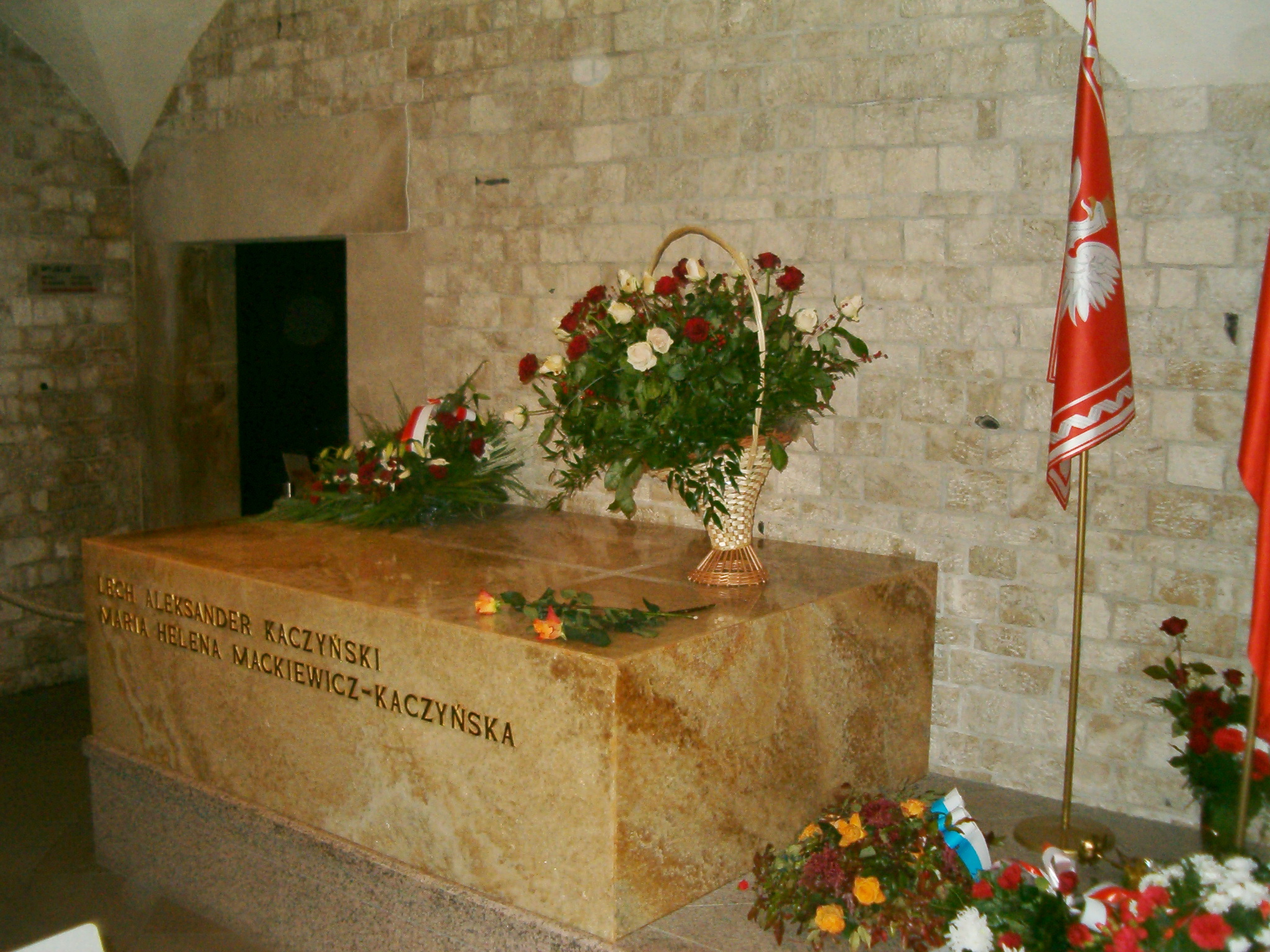
Grobowiec Lecha i Marii Kaczyńskich w krypcie pod Wieżą Srebrnych Dzwonów w katedrze na Wawelu (2010)

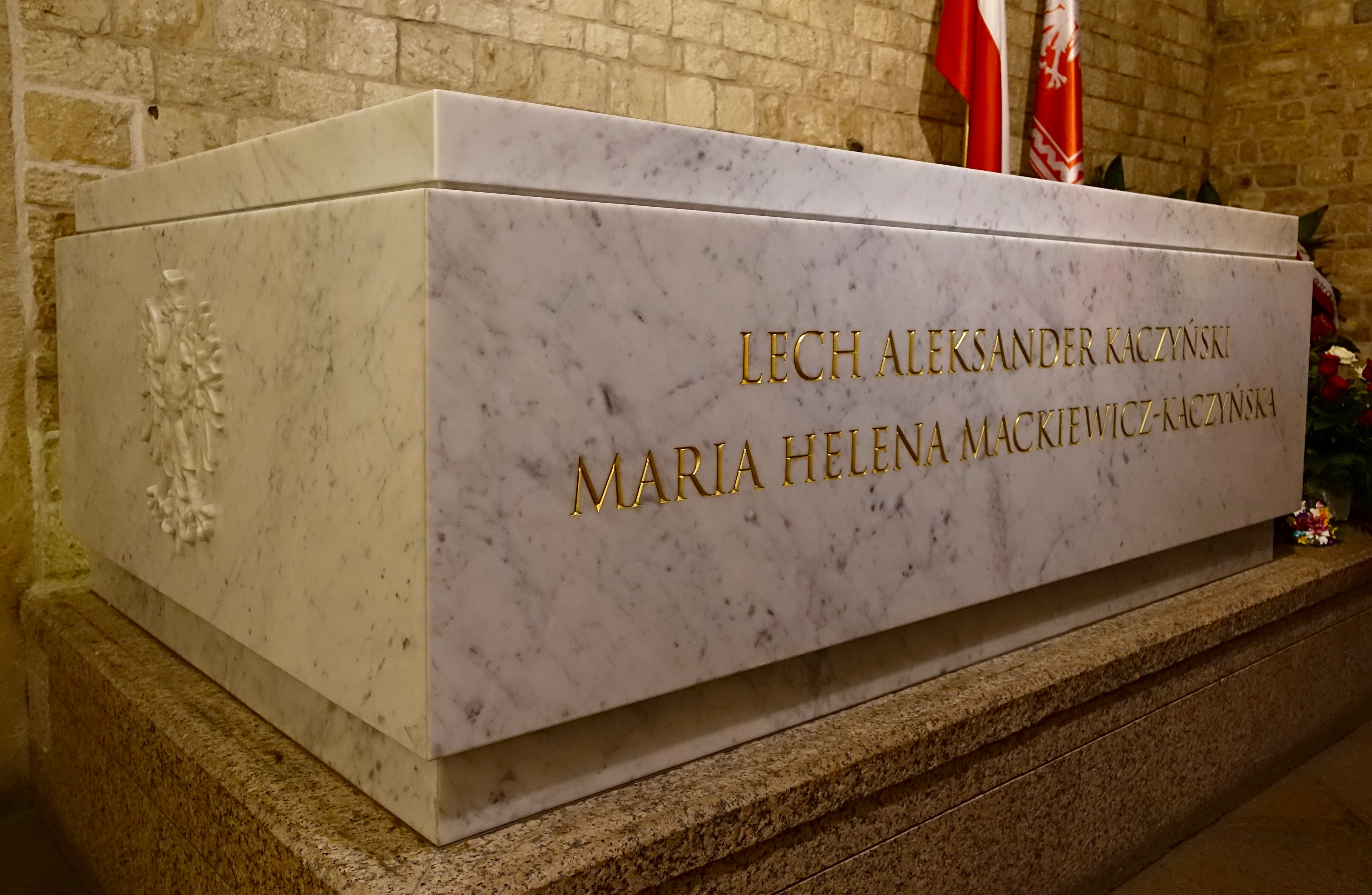
Nowy sarkofag z marmuru karraryjskiego (2016)

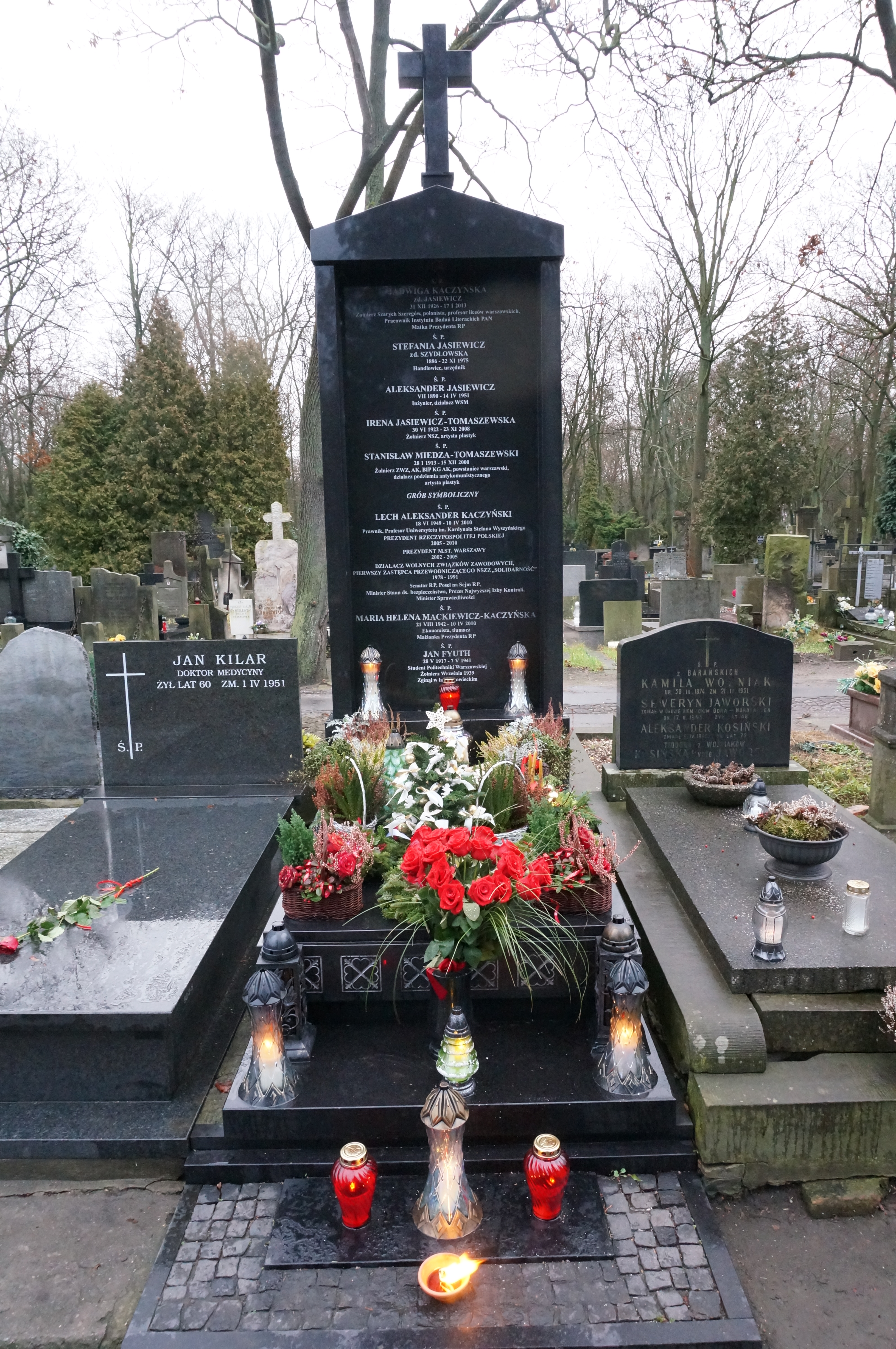
Symboliczny grób Lecha i Marii Kaczyńskich na cmentarzu Powązkowskim w Warszawie oraz grób Jadwigi Kaczyńskiej i rodziny

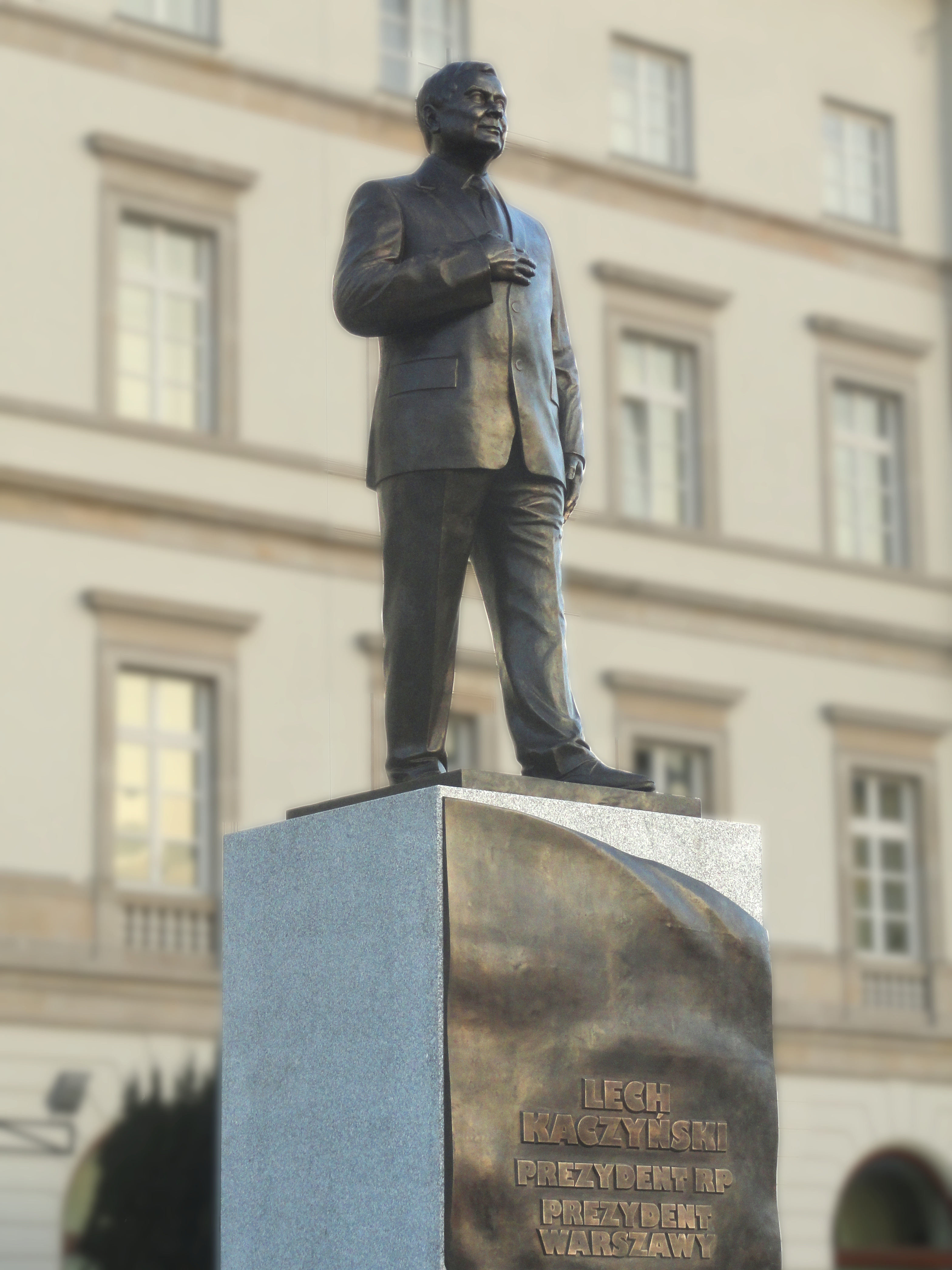
Pomnik Lecha Kaczyńskiego na placu marsz. Józefa Piłsudskiego w Warszawie

10 kwietnia 2010 Lech Kaczyński wyleciał z Warszawy rządowym samolotem Tupolew Tu-154M nr 101, by udać się na obchody 70. rocznicy zbrodni katyńskiej. Zginął wraz z żoną i wszystkimi członkami delegacji w katastrofie lotniczej w Smoleńsku w pobliżu lotniska Smoleńsk-Siewiernyj. Jego ciało zostało odnalezione 10 kwietnia 2010, a wieczorem tegoż dnia zidentyfikował je Jarosław Kaczyński. Z chwilą śmierci prezydenta jego konstytucyjne obowiązki zaczął tymczasowo wykonywać marszałek Sejmu Bronisław Komorowski, który zarządził żałobę narodową, trwającą w Polsce w dniach 10–18 kwietnia 2010.
Po przeprowadzeniu sekcji zwłok 11 kwietnia trumnę z ciałem Lecha Kaczyńskiego przewieziono samolotem CASA ze Smoleńska do Warszawy. 13 kwietnia, po przetransportowaniu z Rosji do Polski trumny z ciałem małżonki prezydenta, obie wystawiono na widok publiczny w Sali Kolumnowej Pałacu Prezydenckiego. Według szacunków urzędników Kancelarii Prezydenta RP od 13 do 17 kwietnia przed trumnami przeszło około 180 tysięcy ludzi. Następnie trumny przewieziono do bazyliki archikatedralnej św. Jana Chrzciciela w Warszawie.
18 kwietnia trumny z ciałami Lecha Kaczyńskiego i Marii Kaczyńskiej przewieziono drogą powietrzną do Krakowa. Para prezydencka została pochowana z honorami wojskowymi w krypcie pod Wieżą Srebrnych Dzwonów bazyliki archikatedralnej św. Stanisława i św. Wacława na Wawelu. W 2010 z inicjatywy Jarosława Kaczyńskiego w kwaterze 92. cmentarza Powązkowskiego w Warszawie powstał cenotaf Lecha Kaczyńskiego i jego żony Marii.
Szczątki pary prezydenckiej zostały ekshumowane 15 listopada 2016 w ramach zaplanowanych przez prokuratorów ekshumacji ofiar katastrofy smoleńskiej, a następnie przebadane w Zakładzie Medycyny Sądowej Collegium Medicum Uniwersytetu Jagiellońskiego. Ponowny pochówek w tym samym miejscu miał miejsce trzy dni później z udziałem prezydenta Andrzeja Dudy i premier Beaty Szydło. Trumny pary prezydenckiej zostały umieszczone w nowym sarkofagu wykonanym z marmuru karraryjskiego.

## Odznaczenia i wyróżnienia

### Otrzymane z urzędu
Z tytułu objęcia urzędu prezydenta RP Lech Kaczyński został kawalerem Orderu Orła Białego, Wielkim Mistrzem Orderu i przewodniczącym jego Kapituły, a także kawalerem Orderu Odrodzenia Polski I klasy, Wielkim Mistrzem Orderu i przewodniczącym jego Kapituły.

### Ordery i odznaczenia zagraniczne
- Złoty Łańcuch i Gwiazda Orderu Zasługi Zakonu Maltańskiego (Zakon Maltański, 2007)[95]
- Order Króla Abdulaziza(inne języki) I klasy (Arabia Saudyjska, 2007)[95]
- Order Zwycięstwa Świętego Jerzego (Gruzja, 2007)[95]
- Order Księcia Jarosława Mądrego I klasy (Ukraina, 2007)[95]
- Wielki Order Króla Tomisława (Chorwacja, 2008)[96]
- Wielki Łańcuch Orderu Infanta Henryka (Portugalia, 2008)[97][98][99]
- Krzyż Wielki Orderu Białej Róży Finlandii (Finlandia, 2008)[100]
- Honorary Companion of Honour with Collar Narodowego Orderu Zasługi (Malta, 2009)[101]
- Order Podwójnego Białego Krzyża I klasy (Słowacja, 2009)[102][103]
- Krzyż Wielki z Łańcuchem Orderu Zasługi (Węgry, 2009)[95][104][105]
- Wielki Krzyż ze Złotym Łańcuchem Orderu Witolda Wielkiego (Litwa, 2009)[106][107]
- Order Heydəra Əliyeva (Azerbejdżan, 2009)[108]
- Krzyż Wielki z Łańcuchem Orderu Gwiazdy Rumunii (Rumunia, 2009)
- Order Lwa Białego I klasy z Łańcuchem (Czechy, 2010)[109]

### Honorowe obywatelstwa
- Czyżew (2007)[110]
- Nowy Sącz (2009)[111]

### Inne nagrody i wyróżnienia
- Tytuł „Człowieka Roku 2004”, przyznany przez „Tygodnik Solidarność”
- Tytuł „Człowieka Roku 2006”, przyznany przez Federację Regionalnych Związków Gmin i Powiatów RP
- Nagroda „Europejskiego Męża Stanu 2006”, przyznana przez tureckie środowiska dziennikarskie i gospodarcze za wspieranie procesu integracji Turcji z Unią Europejską
- Medal Dnia Pamięci Ofiar Zbrodni Katyńskiej przyznany przez Polską Fundację Katyńską (2008)[112]
- Krzyż Honorowego Harcerza Rzeczypospolitej w związku z objęciem honorowego protektoratu nad organizacjami harcerskimi (2008),
- Pierścień Hallera Ligi Morskiej i Rzecznej (2009)[113]
- Złoty Medal Uniwersytetu Kardynała Stefana Wyszyńskiego (2009)[114]
- Złoty Krzyż Honorowej Odznaki Organizacyjnej „Za Zasługi dla Związku Piłsudczyków RP” (2009)[115][116]

### Doktoraty honoris causa
Odebrał doktoraty honoris causa gruzińskiego Państwowego Uniwersytetu im. Iwane Dżawachiszwilego (2007), Narodowej Akademii Administracji Państwowej przy prezydencie Ukrainy (2007), Państwowego Uniwersytetu Mongolskiego (2008), Uniwersytetu Studiów Zagranicznych Hankuk w Seulu (2008), Uniwersytetu Słowiańskiego w Baku (2009), Katolickiego Uniwersytetu Lubelskiego Jana Pawła II (2009).

## Upamiętnienie

### Pośmiertne odznaczenia i wyróżnienia
Lech Kaczyński w 2010 pośmiertnie wyróżniony orderem i tytułem Narodowego Bohatera Gruzji.
Również w 2010 pośmiertnie został odznaczony Medalem „Zasłużony dla Wymiaru Sprawiedliwości – Bene Merentibus Iustitiae”, Krzyżem Honorowym „Ad Amicum” Związku Harcerstwa Rzeczypospolitej oraz Odznaką honorową „Zasłużony dla Województwa Podkarpackiego”, a w 2011 Krzyżem Semper Fidelis przyznawanym przez Związek Solidarności Polskich Kombatantów.
W 2017 pośmiertnie wyróżniono go nagrodą Kustosz Pamięci Narodowej przyznawaną przez Instytut Pamięci Narodowej.
Lechowi Kaczyńskiemu pośmiertnie przyznano tytuły honorowego obywatela: w 2010 Bogatyni, Warszawy, Leszna, Dolnego Śląska, Turku, Lubina, Tarnobrzega, Wadowic, Skórcza, w 2011 Radomia, a w 2013 Jastrzębia-Zdroju.

### Patronaty
Uchwałami rad miejskich imieniem Lecha Kaczyńskiego nazwano m.in. w 2010 park w Sopocie, ulicę w Kielcach, największe (według stanu na datę nadania) rondo w Sieradzu, skwer w Świdnicy, park w Gdyni, skwer w Ostrołęce, rondo w Pułtusku, Salę Balkonową ratusza w Głogowie, rondo w Zgierzu, rondo w Rumi, w 2011 plac w Lublinie, park w Zakopanem, rondo w Starachowicach, park w Lęborku, w 2012 ulicę w Siedlcach, w 2020 rondo w Tarnowie, w 2021 ulicę w Dąbrowie Tarnowskiej. Imieniem Marii i Lecha Kaczyńskich nazwano bulwar we Wrocławiu (2013) oraz skwer w Poznaniu (2021).
Poza granicami Polski imieniem zmarłego prezydenta nazwano w 2010 na Ukrainie część ulicy Polskiej w Odessie (jednocześnie umieszczono tablicę pamiątkową) oraz ulicę w Mukaczewie. W tymże roku w Gruzji imię Lecha i Marii Kaczyńskich otrzymały ulice w Tbilisi i w Batumi, a także szpital rejonie Libreville w Gabonie. Również w 2010 imię Lecha Kaczyńskiego otrzymała ulica w Kiszyniowie w Mołdawii, ulica w Chicago w Stanach Zjednoczonych oraz skwer w Tbilisi w Gruzji (gdzie umieszczono pomnik w postaci popiersia). W 2016 jego imię otrzymała ulica w Żytomierzu na Ukrainie. Natomiast w 2017 imię byłego prezydenta otrzymały ulice w Elmwood Park oraz we Franklin Park w Stanach Zjednoczonych.
W 2010 szkole podstawowej w Chełchach pod Ełkiem (jako pierwszej w Polsce) nadane zostało imię Lecha Kaczyńskiego. W 2011 szkole podstawowej w miejscowości Podsarnie w województwie małopolskim nadano imię Lecha i Marii Kaczyńskich. W 2016 terminal LNG w Świnoujściu oraz Krajowa Szkoła Administracji Publicznej otrzymały imię prezydenta RP Lecha Kaczyńskiego. W 2017 jego imię otrzymała Biblioteka Główna Akademii Marynarki Wojennej w Gdyni. W 2021 jego imieniem została nazwana droga ekspresowa S19 (jako Via Carpatia im. Prezydenta RP Lecha Kaczyńskiego).
W 2016 w Gdańsku został zorganizowany turniej rangi reprezentacyjnej w hokeju na lodzie o Puchar im. Prezydenta Lecha Kaczyńskiego, wchodzący w skład cyklu EIHC.

### Pomniki i obeliski

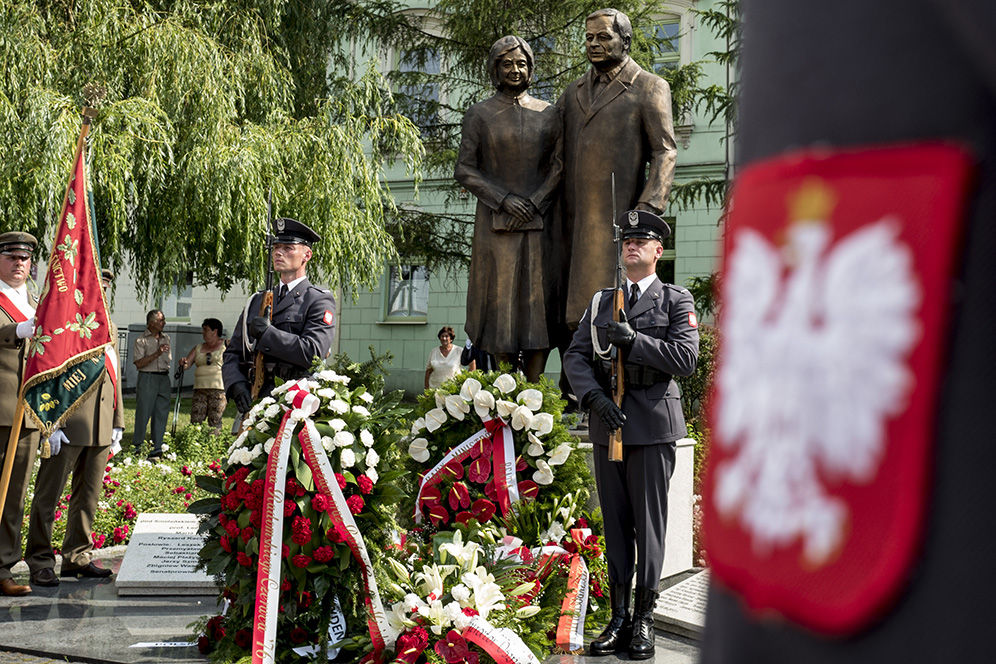
Pomnik Lecha i Marii Kaczyńskich w Radomiu

Pierwszy obelisk upamiętniający Lecha Kaczyńskiego postawiono w 2010 w Skórczu. W 2012 w Panteonie Bohaterów na cmentarzu Poległych w Bitwie Warszawskiej w Ossowie odsłonięto pomnik w postaci popiersia upamiętniającego prezydenta Lecha Kaczyńskiego, w 2013 w Radomiu pomnik zmarłej pary prezydenckiej, a w 2014 pomnik Lecha Kaczyńskiego w Siedlcach. W 2015 odsłonięto popiersia Lecha Kaczyńskiego w Grudziądzu oraz w Mińsku Mazowieckim.
10 kwietnia 2018 wmurowano kamień węgielny pod pomnik Lecha Kaczyńskiego na placu marsz. Józefa Piłsudskiego w Warszawie. Został on odsłonięty podczas obchodów 100-lecia odzyskania niepodległości 10 listopada 2018 przez prezydenta Andrzeja Dudę oraz córkę zmarłego Martę Kaczyńską i jego brata Jarosława Kaczyńskiego. Pomniki Lecha Kaczyńskiego odsłonięto również w Batumi (2022), Tarnowie (2022) i Lublinie (2024).

### Pozostałe
W 2011 Narodowy Bank Polski wprowadził do obiegu złotą monetę o nominale 100 złotych z wizerunkiem Lecha Kaczyńskiego i Marii Kaczyńskiej w nakładzie 5 tysięcy egzemplarzy. W 2021 wprowadzono do obiegu banknot 20-złotowy oraz prostokątną monetę 500-złotową z jego wizerunkiem.
Wizerunki Lecha Kaczyńskiego znalazły się na znaczkach pocztowych wydanych przez instytucje pocztowe w Polsce, a także w takich państwach jak Mozambik, Togo, Gwinea Bissau, Liberia, Wyspy Świętego Tomasza i Książęca oraz Saint Vincent i Grenadyny.
W 2011 rozpoczęło działalność stowarzyszenie Ruch Społeczny im. Prezydenta RP Lecha Kaczyńskiego, którego zarząd ustanowił Nagrodę im. Prezydenta RP Lecha Kaczyńskiego. Również w 2011 kongres „Polska Wielki Projekt” ustanowił Nagrodę im. Prezydenta Lecha Kaczyńskiego. Jego imieniem nazwano także statek do przewozu LNG, należący do norweskiego armatora Knutsen OAS Shipping, który w 2022 został wyczarterowany przez PKN Orlen.

## Wyniki wyborcze
| Wybory | Komitet wyborczy         | Komitet wyborczy                                                                   | Organ            | Okręg         | Wynik              |
| ------ | ------------------------ | ---------------------------------------------------------------------------------- | ---------------- | ------------- | ------------------ |
| 1989   |                          | Komitet Obywatelski „Solidarność”                                                  | Senat I kadencji | woj. gdańskie | 423 640 (67,76%)   |
| 1991   |                          | Porozumienie Obywatelskie Centrum                                                  | Sejm I kadencji  | nr 32         | 15 813 (6,71%)     |
| 1993   | Porozumienie Centrum     | Sejm II kadencji                                                                   | nr 28            | 8096 (3,26%)  |                    |
| 2001   |                          | Prawo i Sprawiedliwość                                                             | Sejm IV kadencji | nr 25         | 53 236 (14,72%)    |
| 2002   | Prezydent m.st. Warszawy | Prezydent m.st. Warszawy                                                           | 265 994 (49,58%) |               |                    |
| 2002   | Prezydent m.st. Warszawy | Prezydent m.st. Warszawy                                                           | 335 262 (70,54%) |               |                    |
| 2005   |                          | KW Kandydata na Prezydenta Rzeczypospolitej Polskiej Lecha Aleksandra Kaczyńskiego | Prezydent RP     | Prezydent RP  | 4 947 927 (33,10%) |
| 2005   | 8 257 468 (54,04%)       | KW Kandydata na Prezydenta Rzeczypospolitej Polskiej Lecha Aleksandra Kaczyńskiego | Prezydent RP     | Prezydent RP  |                    |

## Życie prywatne
W 1978 ożenił się z Marią Mackiewicz. Pięć lat później małżonkowie zawarli ślub kościelny. Mieli córkę Martę. Był katolikiem.

## Książki
O Lechu Kaczyńskim powstały m.in. książki:
- Michał Karnowski, Piotr Zaremba, O dwóch takich... Alfabet braci Kaczyńskich, Wydawnictwo M, Kraków 2006, ISBN 83-7221-789-0,
- Michał Karnowski (red.), Lech Kaczyński. Portret, autor: Michał Karnowski, Wydawnictwo M, Kraków 2010, ISBN 978-83-7595-202-5,
- Piotr Semka, Lech Kaczyński. Opowieść arcypolska, Wydawnictwo Czerwone i Czarne, Warszawa 2010, ISBN 978-83-7700-004-5,
- Łukasz Warzecha, Lech Kaczyński – ostatni wywiad, Wydawnictwo Prószyński i S-Ka, Warszawa 2010, ISBN 978-83-7648-619-2,
- Sławomir Cenckiewicz, Anna Piekarska, Adam Chmielecki, Janusz Kowalski, Lech Kaczyński. Biografia polityczna 1949–2005, Zysk i S-ka, Poznań 2013, ISBN 978-83-7785-229-3,
- Sławomir Cenckiewicz, Adam Chmielecki, Prezydent. Lech Kaczyński 2005–2010, Fronda PL, Warszawa 2016, ISBN 978-83-8079-049-0.

## Filmy
Był bohaterem filmu fabularnego Smoleńsk (2016), który wyreżyserował Antoni Krauze.
Poświęcono mu filmy dokumentalne:
- Gorycz i chwała (2010), reżyseria Ewa Świecińska[203],
- Córka (2011), reżyseria Maria Dłużewska[204],
- Prezydent (2013), reżyseria Joanna Lichocka, Jarosław Rybicki[205],
- Niosła go Polska (2013), reżyseria Robert Kaczmarek[206],
- Zanim będzie za późno (2016), reżyseria Krzysztof Nowak, Jarosław Rybicki[207],
- Przyjaźń w cieniu Kremla. Dzisiaj Gruzja (2017), reżyseria Maciej Grabysa, Wojciech Jachymiak[208].

W amerykańskim filmie 5 dni wojny z 2010 miała pojawić się postać Lecha Kaczyńskiego, jednak wszystkie sceny z – wcielającym się w postać polskiego prezydenta – Marshallem Maneshem zostały wycięte z ostatecznej wersji filmu.

## Galeria

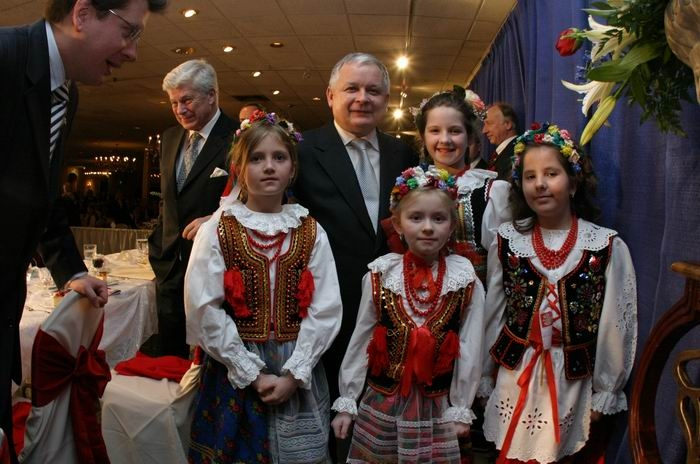
Prezydent Lech Kaczyński podczas spotkania z Polonią w USA w Chicago (2006)
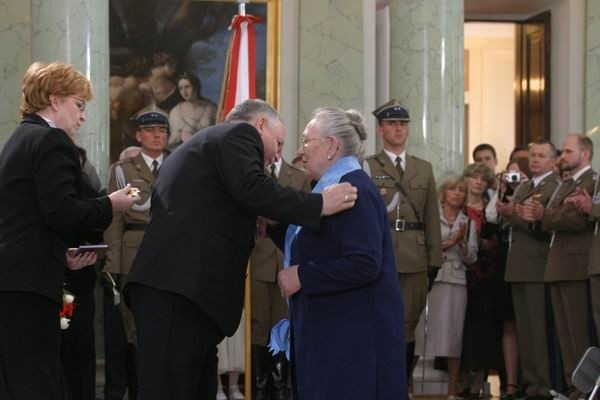
Prezydent Lech Kaczyński dekoruje Orderem Orła Białego działaczkę „Solidarności” Annę Walentynowicz (2006)
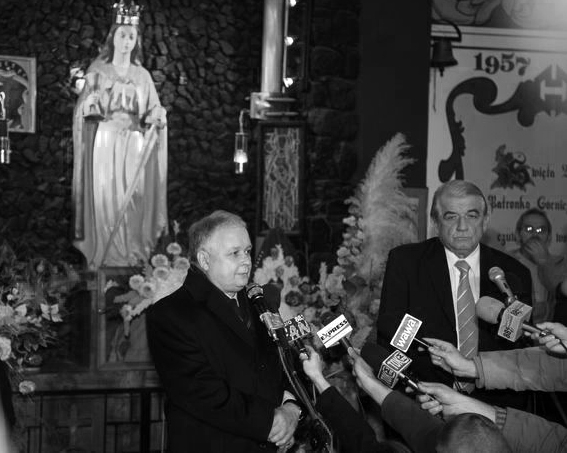
Lech Kaczyński i Zbigniew Religa w KWK Halemba po katastrofie (2006)
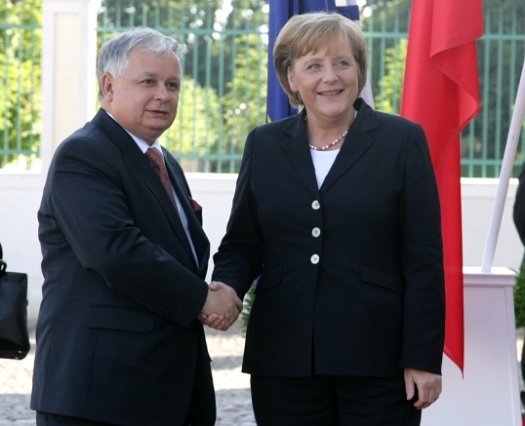
Lech Kaczyński i kanclerz Niemiec Angela Merkel (2007)
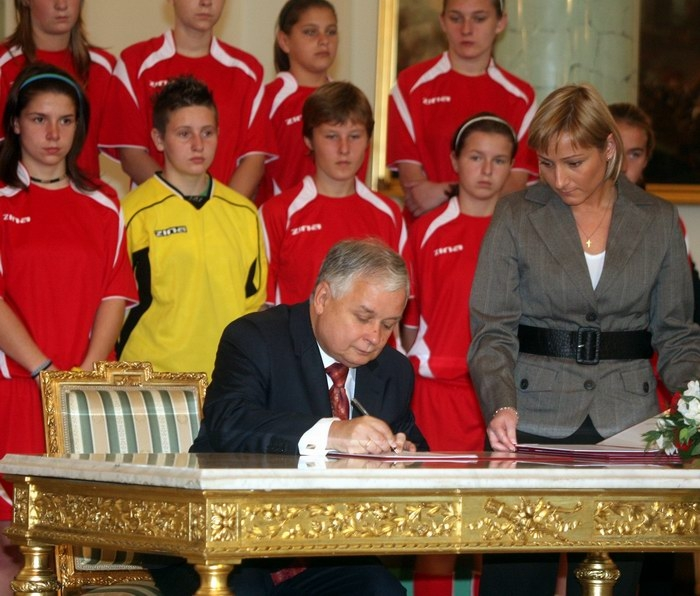
Prezydent Lech Kaczyński podczas uroczystości podpisania ustawy dotyczącej przeprowadzenia Euro 2012 (2007)
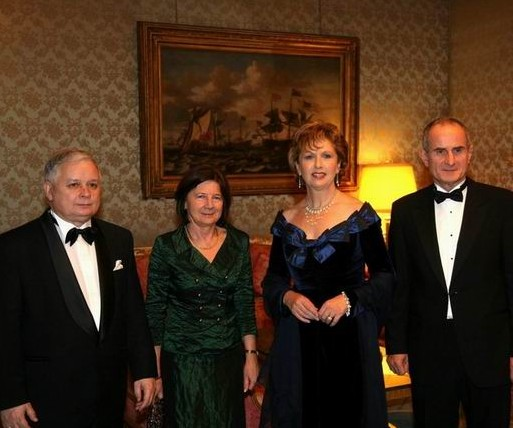
Prezydenci Polski Lech Kaczyński i Irlandii Mary McAleese z małżonkami (2007)
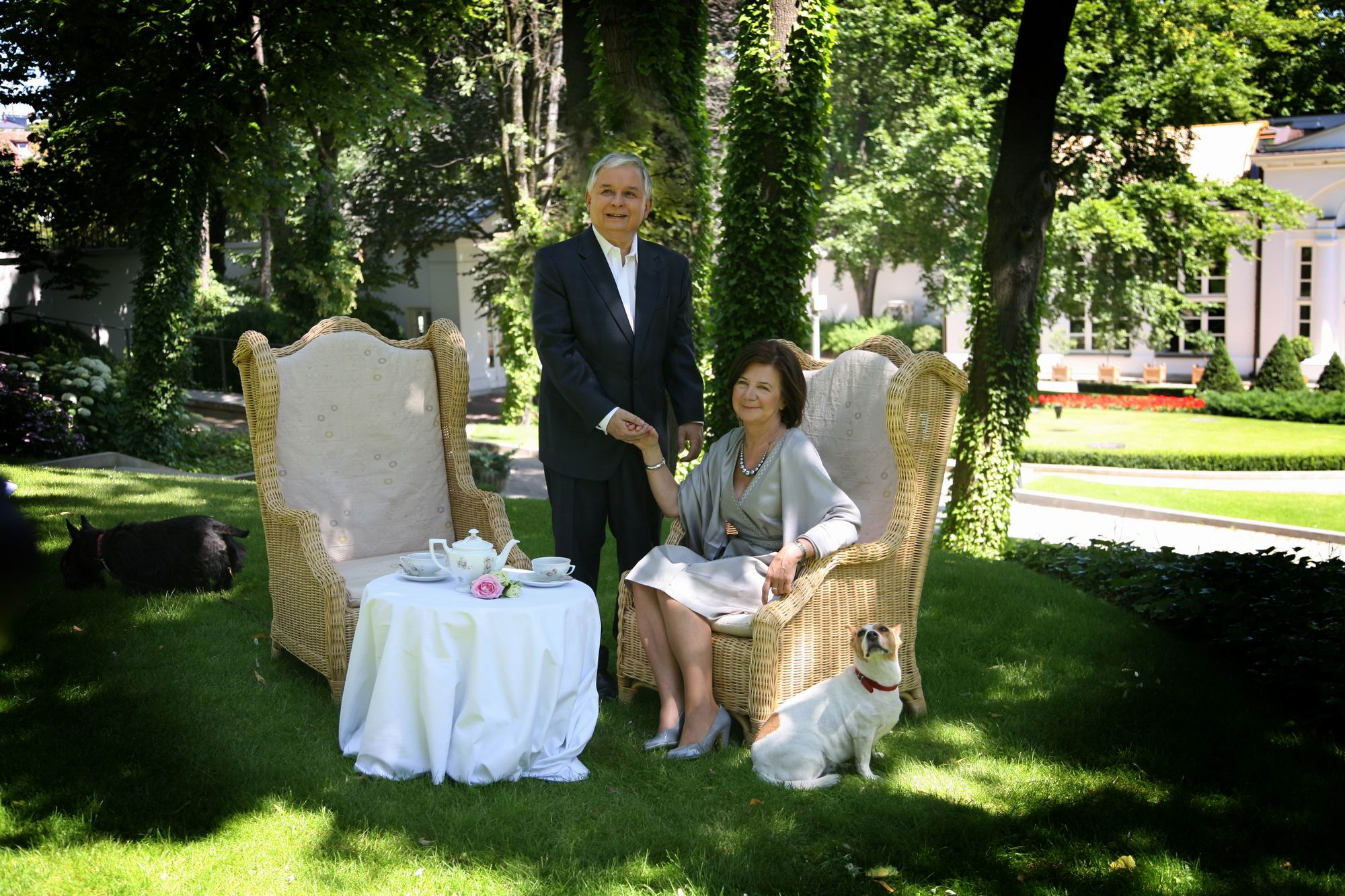
Para prezydencka: Lech i Maria Kaczyńscy (2008)
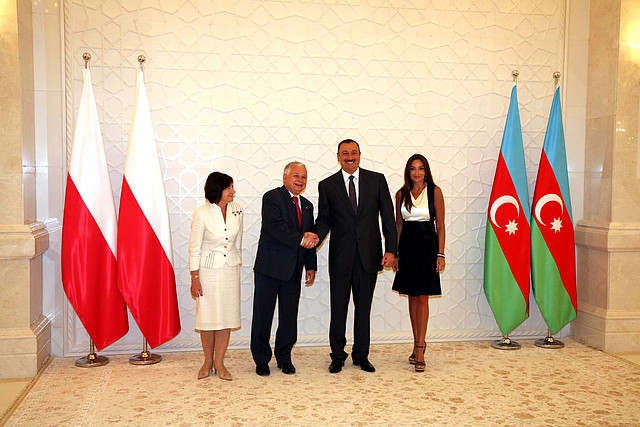
Prezydenci Polski Lech Kaczyński i Azerbejdżanu İlham Əliyev wraz z pierwszymi damami Marią Kaczyńską i Mehriban Əliyevą (2009)
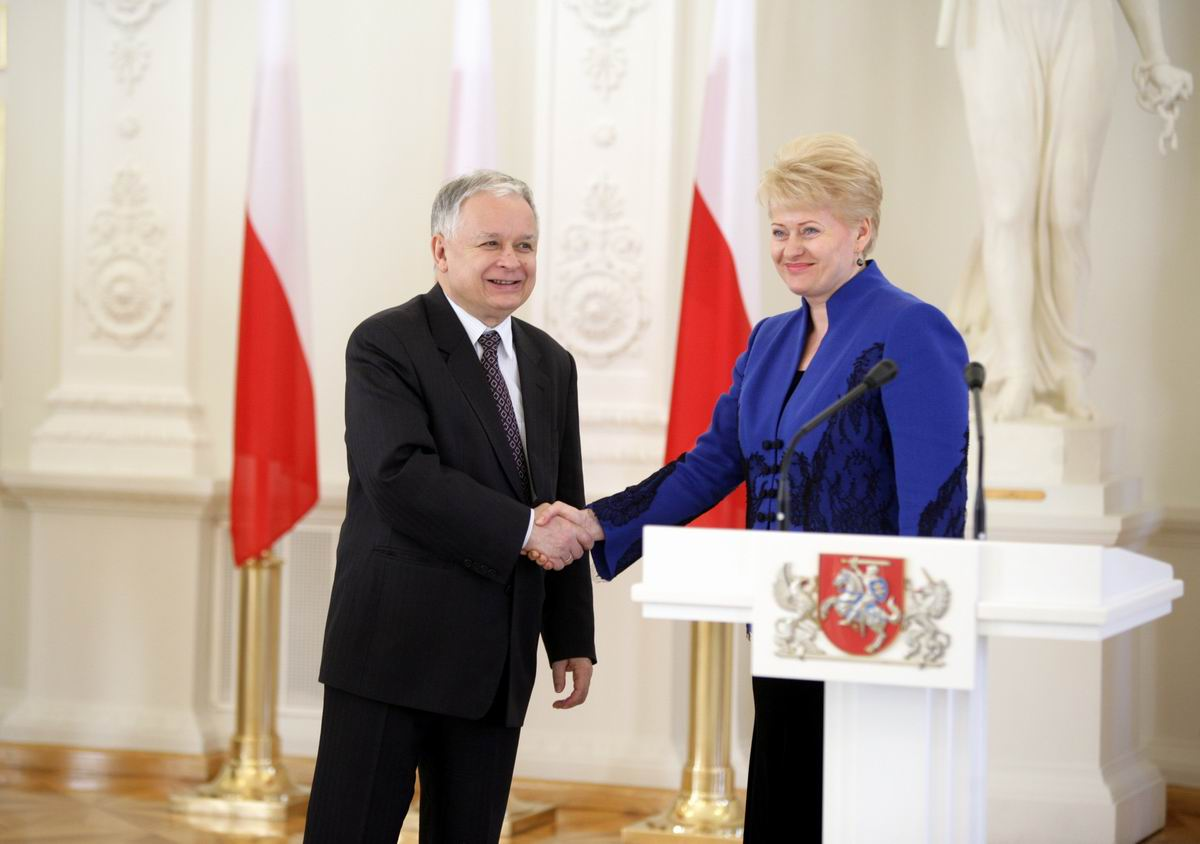
Prezydenci Polski Lech Kaczyński i Litwy Dalia Grybauskaitė (2010)
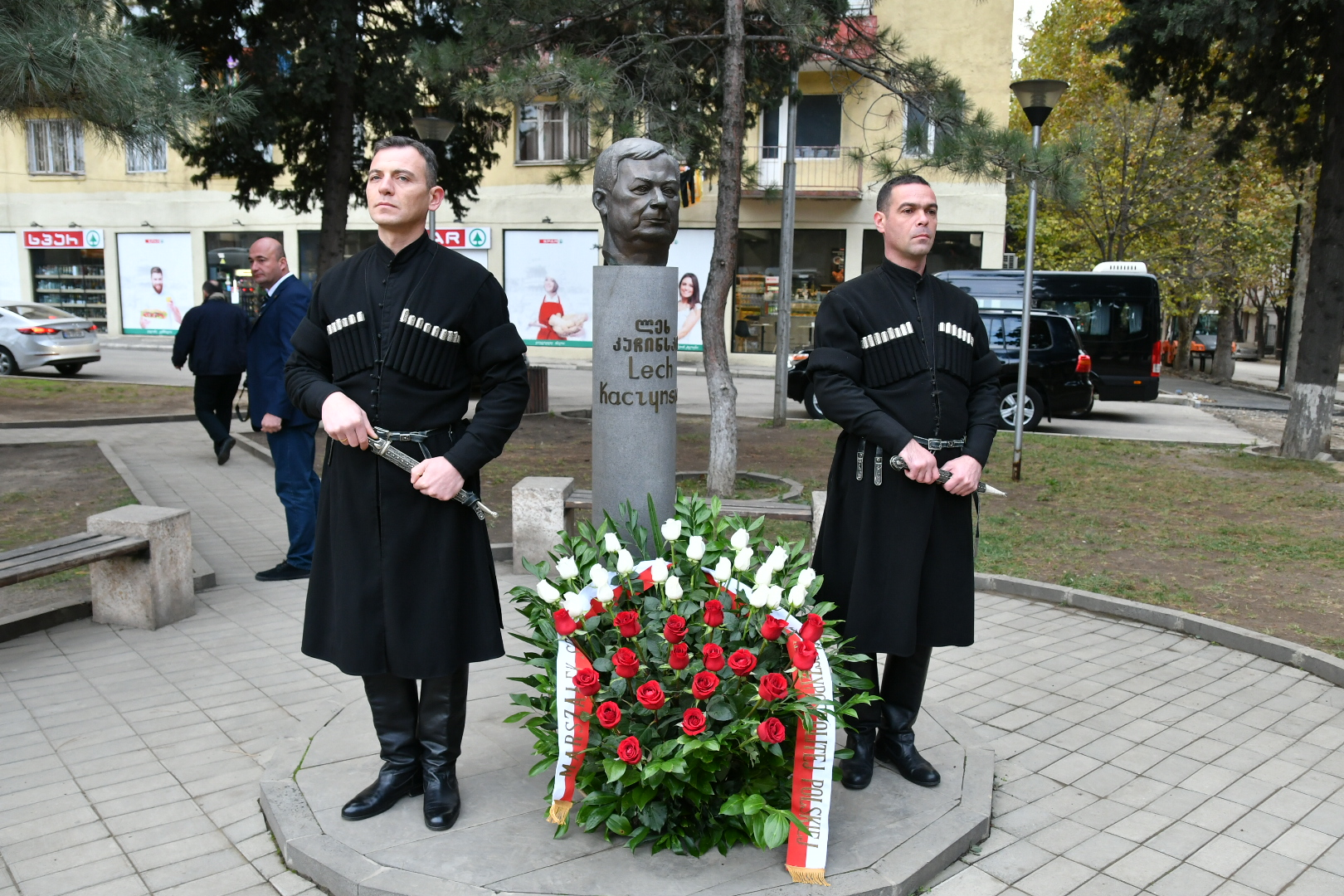
Pomnik prezydenta Lecha Kaczyńskiego w Tbilisi
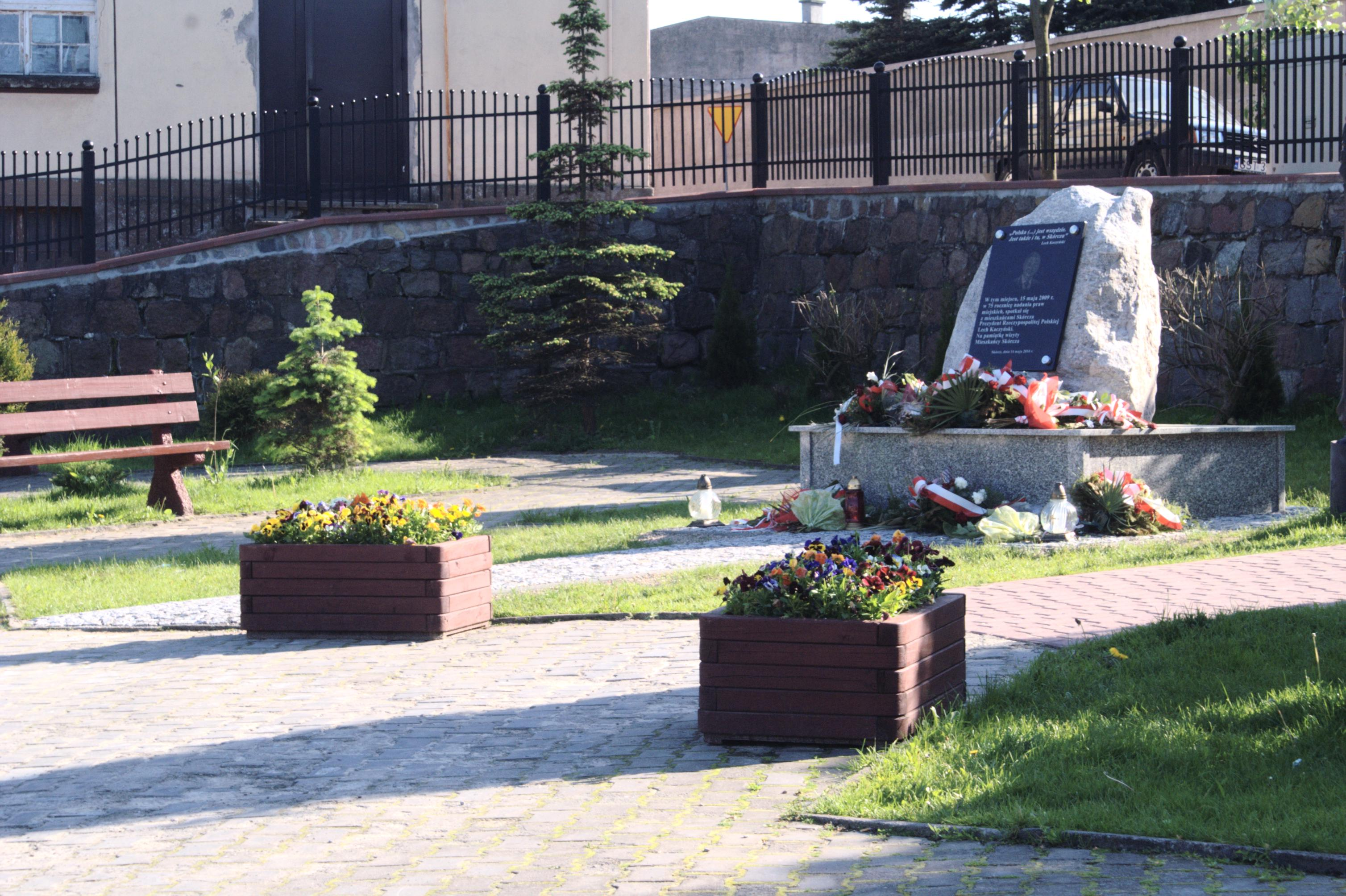
Pomnik Lecha Kaczyńskiego w Skórczu